# Postępowanie cywilne w Polsce
Postępowanie cywilne w Polsce – postępowanie, w którym rozpatruje się sprawy cywilne. Sprawy cywilne są to sprawy z zakresu prawa cywilnego, rodzinnego i opiekuńczego, prawa pracy, sprawy z zakresu ubezpieczeń społecznych oraz inne sprawy, do których przepisy kodeksu postępowania cywilnego stosuje się z mocy ustaw szczególnych. W literaturze zwraca się uwagę, że sprawy cywilne są definiowane głównie przez charakter stosunku prawnego, z którego dana sprawa wynikła.
Sprawy cywilne rozpoznają sądy powszechne (rejonowe, okręgowe i apelacyjne), o ile sprawy te nie należą do właściwości sądów szczególnych, oraz Sąd Najwyższy. W Polsce nie ma sądów szczególnych, które rozpoznawałyby sprawy cywilne.

## Rodzaje postępowania cywilnego
Postępowanie cywilne dzieli się na sądowe i pozasądowe, a z kolei sądowe na rozpoznawcze (proces, postępowanie nieprocesowe), pomocnicze i egzekucyjne. W wypadkach przewidzianych w ustawie sąd rozpoznaje sprawy w postępowaniach odrębnych, uregulowanych w tytule VII księgi pierwszej – są to postępowania:
- o rozwód i separację – na żądanie jednego z małżonków
- w innych sprawach małżeńskich
- w sprawach ze stosunków między rodzicami a dziećmi
- w sprawach z zakresu prawa pracy
- z zakresu ubezpieczeń społecznych
- w sprawach o naruszenie posiadania
- w sprawach z zakresu ochrony konkurencji oraz w sprawie praktyk nieuczciwie wykorzystujących przewagę kontraktową
- w sprawach o uznanie postanowień wzorca umowy za niedozwolone (obowiązuje w zakresie art. 47945[6])
- w sprawach z zakresu regulacji energetyki
- w sprawach z zakresu telekomunikacji
- w sprawach z zakresu transportu kolejowego
- w sprawach z zakresu regulacji rynku wodno-kanalizacyjnego
- w sprawach własności intelektualnej
- nakazowe
- upominawcze
- uproszczone
- europejskie postępowanie nakazowe
- europejskie postępowanie w sprawie drobnych roszczeń
- elektroniczne postępowanie upominawcze.

Postępowanie cywilne nieprocesowe wszczyna się poprzez wniesienie wniosku. Nie ma tutaj stron, lecz jedynie wnioskodawca i uczestnicy. Inną różnicą w porównaniu z postępowaniem cywilnym procesowym jest brak wyroków. Orzeczenia wydawane są w formie postanowień. Mają one charakter merytoryczny i przysługuje od nich zarówno apelacja, jak i skarga kasacyjna. W przypadku postanowień dotyczących kwestii wypadkowych i incydentalnych przysługuje zażalenie
Postępowaniami cywilnymi pozasądowymi są postępowania przed sądami polubownymi i postępowania pojednawcze przed komisjami pojednawczymi.

## Postępowanie cywilne a postępowanie karne
Kodeks postępowania cywilnego przewiduje, że ustalenia wydanego w postępowaniu karnym prawomocnego wyroku skazującego co do popełnienia przestępstwa wiążą sąd w postępowaniu cywilnym. Jednakże osoba, która nie była oskarżona, może powoływać się w postępowaniu cywilnym na wszelkie okoliczności wyłączające lub ograniczające jej odpowiedzialność cywilną.

## Dopuszczalność drogi sądowej
W Polsce zasadą jest dopuszczalność drogi sądowej. Jest to przesłanka procesowa bezwzględna. Sąd bada tę przesłankę z urzędu, jej brak powoduje odrzucenie pozwu. Jeżeli w takiej sytuacji sąd nie odrzuci pozwu, takie postępowanie jest skażone nieważnością.

## Zasady naczelne postępowania sądowego
Do naczelnych zasad postępowania sądowego są zaliczane następujące zasady:
- zasada prawdy materialnej[12] – na stronach i uczestnikach postępowania spoczywa obowiązek dawania wyjaśnień co do okoliczności sprawy zgodnie z prawdą i bez zatajenia czegokolwiek[13]; sąd może dopuścić dowód niewskazany przez stronę (z urzędu)[14];
- zasada sporności (kontradyktoryjności)[15],
- zasada rozporządzalności (dyspozytywności)[16],
- zasada równouprawnienia stron[17] – sąd w razie potrzeby może udzielić stronom i uczestnikom postępowania występującym w sprawie bez adwokata, radcy prawnego, rzecznika patentowego lub radcy Prokuratorii Generalnej Rzeczypospolitej Polskiej niezbędnych pouczeń co do czynności prawnych[18], realizację tej zasady zgodnie z interesem społecznym wspiera udział prokuratora[19] i organizacji pozarządowych[20]
- zasada jawności[21].

## Właściwość sądu
Kodeks postępowania cywilnego stoi na zasadzie ciągłości właściwości sądu (perpetuatio fori) – sąd właściwy w chwili wniesienia pozwu pozostaje właściwy aż do ukończenia postępowania, nawet gdyby w toku sprawy zmieniłyby się podstawy właściwości. Sąd też nie może uznać się za niewłaściwy, jeżeli w toku postępowania stał się właściwy.
Ze względów na źródło z jakiego płynie przekazanie sprawy do sądu wyróżnia się właściwość ustawową, umowną i delegacyjną. Na podstawie innego kryterium wyróżnia się właściwość rzeczową (przedmiotową), miejscową i funkcjonalną (funkcyjną).

### Właściwość umowna
Strony mogą umówić się na piśmie o poddanie sądowi pierwszej instancji, który według ustawy nie jest miejscowo właściwy, sporu już wynikłego lub sporów mogących w przyszłości wyniknąć z oznaczonego stosunku prawnego. Sąd ten będzie wówczas wyłącznie właściwy, jeżeli strony nie postanowiły inaczej. Strony mogą także ograniczyć umową pisemną prawo wyboru powoda pomiędzy kilku sądami właściwymi dla takich sporów. Właściwość umowna nie jest przeszkodą do wszczęcia elektronicznego postępowania upominawczego. Strony nie mogą zmieniać właściwości wyłącznej. Nie można też zawrzeć umowy co do właściwości sądu w trybie nieprocesowym.

### Właściwość delegacyjna
Właściwość delegacyjna wynika z przekazania pewnych spraw sądowi na podstawie postanowienia sądu przełożonego. Delegacja taka ma miejsce albo ze względów konieczności, albo ze względów celowości.
Ze względów konieczności delegacja ma miejsce w następujących wypadkach:
- jeżeli sąd właściwy nie może z powodu przeszkody rozpoznać sprawy lub podjąć innej czynności, sąd nad nim przełożony wyznaczony na posiedzeniu niejawnym inny sąd[28],
- jeżeli w myśl przepisów kodeksu nie można na podstawie okoliczności sprawy ustalić właściwości miejscowej, Sąd Najwyższy na posiedzeniu niejawnym oznaczy sąd, przed który należy wytoczyć powództwo[29].

Ze względów celowości delegacja może mieć miejsce w następujących wypadkach:
- w postępowaniu procesowym z zakresu prawa pracy i ubezpieczeń społecznych – sąd właściwy może na zgodny wniosek stron przekazać sprawę do rozpoznania innemu sądowi równorzędnemu, rozpoznającemu sprawy z zakresu prawa pracy lub ubezpieczeń społecznych, jeżeli przemawiają za tym względy celowości; sąd, któremu sprawa została przekazana, jest związany postanowieniem sądu przekazującego[30],
- w postępowaniu nieprocesowym – w wypadku gdy sąd właściwy nie może z powodu przeszkody rozpoznać sprawy lub podjąć innej czynności albo gdy wymagają tego względy celowości, sąd nad nim przełożony wyznaczy na posiedzeniu niejawnym inny sąd do rozpoznania sprawy w całości lub w części[31].

### Właściwość rzeczowa
Właściwość rzeczowa (przedmiotowa) rozstrzyga, sądowi jakiej instancji podlega dana sprawa. Sądy rejonowe rozpoznają wszystkie sprawy, oprócz tych, dla których zastrzeżona jest właściwość sądów okręgowych. Do właściwości sądów okręgowych należą sprawy:
- o prawa niemajątkowe i łącznie z nimi dochodzenie roszczenia majątkowe oprócz spraw o ustalenie lub zaprzeczenie pochodzenia dziecka, o ustalenie bezskuteczności uznania ojcostwa oraz o rozwiązanie przysposobienia,
- o ochronę praw autorskich i pokrewnych, dotyczących wynalazków, wzorów użytkowych, wzorów przemysłowych, znaków towarowych, oznaczeń geograficznych i topografii układów scalonych oraz o ochronę innych praw na dobrach niematerialnych,
- o roszczenia wynikające z Prawa prasowego,
- o prawa majątkowe, w których wartość przedmiotu sporu przewyższa 100 000 złotych, oprócz spraw o alimenty, o naruszenie posiadania i o zniesienie wspólności majątkowej między małżonkami oraz spraw o uzgodnienie treści księgi wieczystej z rzeczywistym stanem prawnym,
- o wydanie orzeczenia zastępującego uchwałę o podziale spółdzielni,
- o uchylenie, stwierdzenie nieważności albo o ustalenie nieistnienia uchwał organów osób prawnych lub jednostek organizacyjnych niebędących osobami prawnymi, którym ustawa przyznaje zdolność prawną,
- o roszczenia wynikające z naruszenia praw przysługujących na mocy przepisów o ochronie danych osobowych,
- o odszkodowanie z tytułu szkody wyrządzonej przez wydanie prawomocnego orzeczenia niezgodnego z prawem,
- o zapobieganie i zwalczanie nieuczciwej konkurencji[33].

Z ustalaniem właściwości rzeczowej jest związane ustalenie wartości przedmiotu sporu. Nie wlicza się do wartości przedmiotu sporu odsetek, pożytków i kosztów, żądanych obok roszczenia głównego. Jeżeli powód dochodzi pozwem kilka roszczeń, zlicza się ich wartość. Wartość przedmiotu sporu może być sprawdzana przez sąd z urzędu lub na zarzut pozwanego. Jeżeli w wyniku sprawdzenia wartości przedmiotu sporu sąd uzna się za niewłaściwy, to przekazuje sprawę sądowi właściwemu; jeżeli jest kilka sądów właściwych – jednemu z nich, wskazanemu przez powoda. Wartość przedmiotu sporu może być sprawdzana w procesie tylko raz.

### Właściwość miejscowa
Właściwość miejscowa rozstrzyga, który sąd jest właściwy pod względem terytorialnym.
Właściwość miejscowa ogólna – oznacza, że powództwa wytacza się przed sądem pierwszej instancji, w którego okręgu pozwany ma miejsce zamieszkania. Miejsce zamieszkania określa się według przepisów kodeksu cywilnego. W sytuacji, gdy pozwany nie ma miejsca zamieszkania w Polsce, ogólną właściwość oznacza się według miejsca jego pobytu w Polsce. Jeżeli zdarzyłoby się tak, że miejsce pobytu w Polsce jest nieznane albo nie leży w Polsce – właściwość miejscową ustala się według ostatniego miejsca zamieszkania pozwanego w Polsce.
Właściwość przemienna miejscowa oznacza, że powód może wytoczyć powództwo albo według właściwości ogólnej, albo:
- powództwo o roszczenie alimentacyjne oraz o ustalenie ojcostwa i związane z tym roszczenia według miejsca zamieszkania osoby uprawnionej[42],
- powództwo o roszczenie majątkowe przeciwko przedsiębiorcy przed sąd, w którego okręgu znajduje się zakład główny lub oddział, jeżeli roszczenie pozostaje w związku z działalnością tego zakładu lub oddziału[43],
- powództwo o ustalenie istnienia umowy, o jej wykonanie, rozwiązanie lub unieważnienie, o odszkodowanie z powodu niewykonania lub nienależytego wykonania umowy przed sąd miejsca jego wykonania (w razie wątpliwości miejsce wykonania powinno byś stwierdzone dokumentem)[44],
- powództwo o roszczenie z tytułu czynu niedozwolonego przed sąd, w którego okręgu nastąpiło zdarzenie wywołujące szkodę[45],
- powództwo o zapłatę należności za prowadzenie sprawy przed sąd miejsca, gdzie pełnomocnik procesowy sprawę prowadził[46],
- powództwo o roszczenie ze stosunku najmu lub dzierżawy nieruchomości przed sąd miejsca położenia nieruchomości[47],
- powództwo przeciwko zobowiązanemu z weksla lub czeku przed sąd miejsca płatności[48].

Właściwość wyłączna wyłącza właściwość miejscową ogólną, przemienną oraz poddanie sprawy w drodze umowy innemu sądowi. Obowiązuje w następujących wypadkach:
- powództwo o własność lub o inne prawa rzeczowe na nieruchomości, o posiadanie nieruchomości można wytoczyć przed sąd miejsca jej położenia[50],
- jeżeli przedmiotem sporu jest służebność gruntowa, właściwość określa się według położenia nieruchomości obciążonej[51],
- powództwo z tytułu dziedziczenia, zachowku, z tytułu zapisu, polecenia oraz innych rozrządzeń testamentowych wytacza się przed sąd ostatniego zwykłego pobytu spadkodawcy, a jeżeli jego miejsca zwykłego pobytu w Polsce nie da się ustalić, przed sąd miejsca, w którym znajduje się majątek spadkowy lub jego część[52],
- powództwo ze stosunku członkostwa spółdzielni, spółki lub stowarzyszenia wytacza się wyłącznie według miejsca ich siedziby[53],
- powództwo ze stosunku małżeństwa wytacza się wyłącznie przed sąd, w którego okręgu małżonkowie mieli ostatnie wspólne zamieszkanie, jeżeli choć jedno z nich w tym okręgu jeszcze stale przebywa; jeżeli brak takiej podstawy właściwy jest sąd miejsca zamieszkania strony pozwanej; gdy brak i takiej podstawy, właściwy jest sąd miejsca zamieszkania powoda[54],
- powództwo ze stosunku między rodzicami a dziećmi oraz między przysposabiającym a przysposobionym wytacza się wyłącznie przed sąd miejsca zamieszkania powoda, jeżeli brak jest podstaw do wytoczenia powództwa według przepisów o właściwości ogólnej[55].

## Skład sądu
W pierwszej instancji sąd rozpoznaje sprawy w składzie jednego sędziego, chyba że przepis szczególny stanowi inaczej.
W pierwszej instancji sąd w składzie jednego sędziego (jako przewodniczącego) oraz dwóch ławników rozpoznaje sprawy:
- z zakresu prawa pracy o:
  - ustalenie istnienia, nawiązanie lub wygaśnięcie stosunku pracy, uznanie bezskuteczności wypowiedzenia stosunku pracy, przywrócenie do pracy i przywrócenie poprzednich warunków pracy lub płacy oraz łącznie z nimi dochodzone roszczenia i o odszkodowanie w przypadku nieuzasadnionego lub naruszającego przepisy wypowiedzenia oraz rozwiązania stosunku pracy,
  - naruszenie zasady równego traktowania w zatrudnieniu i o roszczenia z tym związane,
  - odszkodowanie lub zadośćuczynienie w wyniku stosowania mobbingu,
- ze stosunków rodzinnych o:
  - rozwód,
  - separację,
  - ustalenie bezskuteczności uznania ojcostwa,
  - rozwiązanie przysposobienia[57].

Prezes sądu może zarządzić rozpoznanie sprawy w składzie trzech sędziów zawodowych, jeżeli uzna to za wskazane ze względu na szczególną zawiłość lub precedensowy charakter sprawy.
Jeżeli skład sądu orzekającego był sprzeczny z przepisami prawa albo jeżeli w rozpoznaniu sprawy brał udział sędzia wyłączony z mocy ustawy, zachodzi nieważność postępowania.

### Wyłączenie sędziego
Jedną z procesowych gwarancji bezstronności sędziego jest instytucja wyłączenia sędziego.
Sędzia jest wyłączony z mocy ustawy:
- w sprawach, w których jest stroną lub pozostaje z jedną ze stron w takim stosunku prawnym, że wynik sprawy oddziaływa na jego prawa lub obowiązki,
- w sprawach swego małżonka, krewnych lub powinowatych w linii prostej, krewnych bocznych do czwartego stopnia i powinowatych bocznych do drugiego stopnia,
- w sprawach osób związanych z nim z tytułu przysposobienia, opieki lub kurateli,
- w sprawach, w których był lub jest jeszcze pełnomocnikiem albo był radcą prawnym jednej ze stron,
- w sprawach, w których w instancji niższej brał udział w wydaniu zaskarżonego orzeczenia, jako też w sprawach o ważność aktu prawnego z jego udziałem sporządzonego lub przez niego rozpoznanego oraz w sprawach, w których występował jako prokurator[61].

Sędzia, który brał udział w wydaniu orzeczenia objętego skargą o wznowienie albo skargą nadzwyczajną, nie może orzekać co do tej skargi.
Sędzia wyłączany jest na swoje żądanie lub na wniosek strony, jeżeli między sędzia a jedną ze stron lub jej przedstawicielem zachodzi stosunek osobisty tego rodzaju, że mógłby wywoływać wątpliwości co do bezstronności sędziego.
Wniosek o wyłączenie sędziego strona zgłasza na piśmie lub ustnie do protokołu w sądzie, w którym sprawa się toczy. Jednocześnie musi uprawdopodobnić przyczyny wyłączenia. Strona, która przystąpiła do rozprawy, musi jeszcze uprawdopodobnić, że przyczyna wyłączenia dopiero później powstała lub stała się jej znana. Do czasu rozstrzygnięcia sprawy o wyłączenie sędzia może spełniać tylko czynności nie cierpiące zwłoki.
Sędzia powinien zawiadomić sąd o zachodzącej podstawie swojego wyłączenia i wstrzymać się od udziału w sprawie. O jego wyłączeniu rozstrzyga sąd, w którym sprawa się toczy, a gdyby sąd ten nie mógł wydać postanowienia z powodu braku dostatecznej liczby sędziów – sąd nad nim przełożony. Postanowienie wydaje sąd w składzie trzech sędziów zawodowych po złożeniu wyjaśnienia przez sędziego, którego wniosek dotyczy. Postanowienie to może zostać wydane na posiedzeniu niejawnym.
Na postanowienie o oddaleniu wniosku o wyłączenie sędziego przysługuje zażalenie do sądu drugiej instancji.
Kwestia wyłączenia ławników jest uregulowana tak samo jak sędziego; w przypadku wniosku o wyłączenie prokuratora i innych organów sądowych sąd przekazuje go odpowiedniemu organowi nadrzędnemu.

## Prokurator w postępowaniu cywilnym
Istnieją trzy przesłanki udziału prokuratora w postępowaniu cywilnym. Prokurator może żądać wszczęcia postępowania w każdej sprawie, jak również wziąć udział w każdym toczącym się już postępowaniu, jeżeli według jego oceny wymaga tego ochrona:
- praworządności,
- praw obywateli,
- interesu społecznego.

W sprawach niemajątkowych z zakresu prawa rodzinnego prokurator może wytaczać powództwo tylko w wypadkach wskazanych w ustawie.
Sąd zawiadamia prokuratora o każdej sprawie, w której udział jego uważa za potrzebny.
Udział prokuratora jest obligatoryjny w sprawach o ubezwłasnowolnienie.
Pierwsza forma udziału prokuratora w postępowaniu cywilnym polega na wszczęciu postępowania. Wyróżnia się dwie grupy tej formy udziału prokuratora w postępowaniu cywilnym. Pierwsza polega na tym, że prokurator wytacza powództwo na rzecz oznaczonej osoby. Wtedy prokurator nie ma samodzielnego stanowiska w procesie. Druga forma polega na tym, że prokurator nie działa na rzecz jakieś osoby, ale wnosi pozew przeciwko wszystkim osobom będącym stronami stosunku prawnego. Wtedy prokurator ma stanowisko strony procesowej. Wyrok prawomocny zapadły w sprawie wytoczonej przez prokuratora ma powagę rzeczy osądzonej pomiędzy stroną, na rzecz której prokurator wytoczył powództwo, a stroną przeciwną. Jednak w sprawach o roszczenia majątkowe prawomocne rozstrzygnięcie sprawy nie pozbawia strony zainteresowanej, która nie brała udziału w sporze, możności dochodzenia swoich roszczeń w całości lub w tej części, w której nie zostały zasądzone.
Druga forma udziału prokuratora w postępowaniu cywilnym polega na przystąpieniu do sprawy. Prokurator może przystąpić do postępowania w każdym jego stadium. Nie jest związany z żadną ze stron, za to może składać oświadczenia i zgłaszać wnioski, jakie uzna za celowe, oraz przytaczać fakty i dowody na ich potwierdzenie. Od chwili, kiedy prokurator zgłosił udział w postępowaniu, należy mu doręczać pisma procesowe, zawiadomienia o terminach i posiedzeniach oraz orzeczenia sądowe. Prokurator może zaskarżyć każde orzeczenie sądowe, od którego służy środek odwoławczy. Terminy do zaskarżenia orzeczeń sądowych, ustanowione dla stron, wiążą także prokuratora.

## Organizacje pozarządowe w postępowaniu cywilnym
Organizacje pozarządowe, których zadanie statutowe nie polega na prowadzeniu działalności gospodarczej, mogą w wypadkach przewidzianych w ustawie dla ochrony praw obywateli spowodować wszczęcie postępowania, jak również brać udział w toczącym się postępowaniu.
W sprawach o roszczenia alimentacyjne oraz w sprawach o ochronę konsumentów mogą wytaczać powództwo na rzecz obywateli, a także mogą wstąpić do postępowania w każdym jego stadium.
Organizacje pozarządowe, do zadań statutowych których należy ochrona środowiska, ochrona konsumentów albo ochrona praw własności przemysłowej, mogą w sprawach z tego zakresu wstąpić, za zgodą powoda, do postępowania w każdym jego stadium.
Organizacje pozarządowe, do zadań statutowych których należy ochrona równości oraz niedyskryminacji przez bezpodstawne bezpośrednie lub pośrednie zróżnicowanie praw i obowiązków obywateli, mogą w sprawach o roszczenia z tego zakresu wytaczać za zgodą obywateli powództwa na ich rzecz oraz, za zgodą powoda, wstępować do postępowania w każdym jego stadium.

## Przesłanki postępowania sądowego
Przesłanki postępowania cywilnego dzieli się na procesowe (formalne) i merytoryczne (materialne). Pierwsze dotyczą przebiegu procesu, drugie dotyczą przedmiotu procesu.
Przesłankami merytorycznymi są legitymacja procesowa oraz interes prawny.
Istnieje kilka podziałów przesłanek procesowych. Na podstawie kryterium skutku wyróżnia się bezwzględne (ich następstwem jest nieważność postępowania) i względne (powodują wszelkie inne następstwa procesowe). Bezwzględnymi przesłankami dodatnimi są:
- dopuszczalność drogi sądowej,
- jurysdykcja krajowa,
- zdolność sądowa stron,
- zdolność procesowa stron,
- należyte umocowanie pełnomocnika, jeżeli strona działa przez pełnomocnika.

Bezwzględne przesłanki ujemne (przeszkody procesowe) to:
- zawiśnięcie sporu,
- powaga rzeczy osądzonej,
- skład sądu niezgodny z przepisami
- udział w rozpoznaniu sprawy sędziego podlegającego wyłączeniu z mocy ustawy,
- brak organu powołanego do reprezentowania strony nie będącej osobą fizyczną,
- brak przedstawiciela ustawowego strony niemającej zdolności procesowej,
- pozbawienie strony możności obrony swych praw,
- niewłaściwość sądu rejonowego w sprawie należącej do właściwości sądu okręgowego bez względu na wartość przedmiotu sporu[79].

Przykładami względnych przesłanek procesowych są niewłaściwość sądu czy badanie trybu.
Przesłanki procesowe dzieli się na ogólne i szczególne. Ogólne muszą wystąpić w każdym procesie (np. zdolność sądowa, procesowa, postulacyjna, dopuszczalność drogi sądowej). Szczególne są badane w niektórych sprawach jak np. tryb postępowania, właściwość miejscowa czy właściwość rzeczowa.

### Zdolność sądowa
Zdolność sądowa oznacza zdolność do występowania w charakterze strony w procesie sądowym. Każda osoba fizyczna i prawna ma zdolność występowania w procesie Zdolność sądową posiadają także jednostki organizacyjne niebędące osobami prawnymi, którym ustawa przyznaje zdolność prawną.
Zdolność sądowa jest bezwzględną przesłanką procesową. Konsekwencją braku zdolności sądowej jest odrzucenie pozwu. Takie odrzucenie następuje dopiero wówczas, gdy brak jest usuwalny i nie będzie uzupełniony zgodnie z przepisami kodeksu. Z tego powodu z powodu braku zdolności sądowej osoby fizycznej sąd orzuca pozew od razu, bowiem brak tej jest nieusuwalny.
Jeżeli brak zdolności sądowej można uzupełnić sąd wyznacza odpowiedni termin. Sąd może dopuścić tymczasowo do czynności stronę nie mającą zdolności sądowej, z zastrzeżeniem, że przed upływem wyznaczonego terminu braki będą uzupełnione, a czynności zatwierdzone przez powołaną do tego osobę.
Jeżeli braku zdolności sądowej nie można uzupełnić albo nie zostały uzupełnione, sąd znosi postępowanie w zakresie, w jakim jest ono dotknięte brakami, i w miarę potrzeby wyda odpowiednie postanowienie.
Brak zdolności sądowej sąd bierze pod rozwagę z urzędu w każdym stanie sprawy. Postępowanie, w którym strona nie miała zdolności sądowej, jest dotknięte nieważnością.

### Zdolność procesowa
Zdolność procesowa, inaczej zdolność do czynności procesowych, jest przesłanką procesową bezwzględną, ogólną i dodatnią i oznacza zdolność do podejmowania czynności procesowych w postępowaniu cywilnym we własnym imieniu, osobiście lub przez pełnomocnika. Mają ją osoby fizyczne posiadającą pełną zdolność do czynności prawnych, osoby prawne oraz jednostki organizacyjne niebędące osobami prawnymi, którym ustawa przyznaje zdolność prawną. Osoba fizyczna ograniczona w zdolności do czynności prawnych ma zdolność procesową w sprawach wynikających z czynności prawnych, których może dokonywać samodzielnie.
Osoba fizyczna niemająca zdolności procesowej może podejmować czynności procesowe tylko przez swojego przedstawiciela ustawowego. Osoby prawne, inne jednostki organizacyjne mające zdolność sądową dokonują czynności procesowych przez swoje organy albo przez osoby uprawnione do działania w ich imieniu. Za Skarb Państwa czynności procesowe podejmuje organ państwowej jednostki organizacyjnej, z której działalnością wiąże się dochodzone roszczenie, lub organ jednostki nadrzędnej. W zakresie określonym odrębną ustawą za Skarb Państwa czynności procesowe podejmuje Prokuratoria Generalna Rzeczypospolitej Polskiej. Zarówno organ jednostki nadrzędnej, jak i przedstawiciel ustawowy mają obowiązek wykazać swoje umocowanie dokumentem przy pierwszej czynności procesowej.
Dla strony niemającej zdolności procesowej, która nie ma przedstawiciela ustawowego, osoby prawnej, w której organie zachodzą braki uniemożliwiające jej reprezentację, albo dla jednostki organizacyjnej, nieposiadającej osobowości prawnej, której ustawa przyznaje zdolność prawną, gdy brak jest osób uprawnionych do jej reprezentowania, sąd na wniosek strony przeciwnej ustanowi kuratora. W uzasadnionych przypadkach kurator dla osoby prawnej lub jednostki organizacyjnej może być ustanowiony także z urzędu.
Jeżeli braki w zakresie zdolności procesowej dają się uzupełnić, sąd wyznaczy w tym celu odpowiedni termin. W wypadkach, w których ustanowienie przedstawiciela ustawowego powinno nastąpić z urzędu, sąd zwraca się o to do właściwego sądu opiekuńczego. Sąd może dopuścić tymczasowo do czynności stronę nie mającą zdolności procesowej z zastrzeżeniem, że przed upływem wyznaczonego terminu braki będą uzupełnione, a czynności zatwierdzone przez powołaną do tego osobę. W przypadku, gdy konieczność uzupełnienia braków w zakresie zdolności procesowej dotyczy powoda będącego osobą fizyczną sąd powinien z urzędu ustalić, czy strona posiada przedstawiciela ustawowego, a następnie skierować wezwanie bezpośrednio do tego przedstawiciela lub zwrócić się do sądu opiekuńczego o jego ustanowienie.
Brak zdolności procesowej po stronie powodowej skutkuje odrzuceniem pozwu, aczkolwiek dopiero jeżeli braki w tym zakresie nie zostaną uzupełnione w przedstawionym powyżej trybie. Przeprowadzenie postępowania pomimo braku zdolności procesowej, organu powołanego do reprezentowania lub przedstawicieja ustawowego jednej ze stron skutkuje jego nieważnością.
Brak zdolności procesowej, brak w składzie organów lub niedziałanie przedstawiciela ustawowego powoda lub pozwanego sąd bierze pod uwagę w każdym stanie sprawy, czyli do prawomocnego rozstrzygnięcia. Braki po stronie pozwanego nie mogą być jednak podstawą odrzucenia pozwu, a wyłącznie wyznaczenia terminu do ich uzupełnienia. Jeżeli pomimo tego nie zostaną one uzupełnione sąd może zawiesić postępowanie, a następnie jeżeli w ciągu trzech miesięcy od daty postanowienia nie zostanie zgłoszony wniosek o podjęcie zawieszonego postępowania – umarza je.

### Zdolność postulacyjna
Zdolność postulacyjna to zdolność do samodzielnego działania w postępowaniu cywilnym (osobistego podejmowania czynności procesowych). Przyczyny braku zdolności postulacyjnej dzieli się na faktyczne (nieznajomość języka urzędowego, niepełnosprawność) i prawne (przymus radcowsko-adwokacki). Przymus radcowsko-adwokacki dzieli się na bezwzględny i względny (pełnomocnikiem może być tylko adwokat, radca prawny, w sprawach własności przemysłowej także rzecznik patentowy); ten ostatni nie ogranicza zdolności postulacyjnej, a tylko swobodę stron co do wyboru osoby pełnomocnika procesowego.
Zdolność postulacyjna jest obecnie ograniczona w postępowaniu przed Sądem Najwyższym oraz w postępowaniu w sprawach własności intelektualnej. W postępowaniu przed Sądem Najwyższym czynności procesowe dokonywać może wyłącznie pełnomocnik będący adwokatem lub radcą prawnym, a w sprawach własności intelektualnej także rzecznikiem patentowym. Ograniczenie to dotyczy również czynności procesowych związanych z postępowanie przed Sądem Najwyższym podejmowanych przed sądem niższej instancji np. wniesienia skargi kasacyjnej lub zażalenia skierowanego do Sądu Najwyższego. Analogiczne zasady obowiązują w postępowaniu w sprawach własności intelektualnej o wartości przedmiotu sporu powyżej dwudziestu tysięcy złotych, aczkolwiek sąd może zwolnić stronę z obowiązkowego zastępstwa, jeżeli uzasadniają to okoliczności sprawy. W takim przypadku strona uzyskuje więc pełną zdolność postulacyjną

### Legitymacja procesowa
Legitymacja procesowa to materialne uprawnienie do występowania w konkretnym procesie cywilnym w charakterze strony procesowej, szczególne uprawnienie wynikające z określonej sytuacji materialno-prawnej. Zaliczana jest do materialnych przesłanek postępowania cywilnego. Dzieli się na czynną i bierną oraz indywidualną i grupową.
Brak legitymacji procesowej skutkuje oddaleniem powództwa.
Kodeks postępowania cywilnego przewiduje usunięcie częściowego braku legitymacji procesowej.
- Jeżeli okaże się, że nie występują w charakterze powodów lub pozwanych wszystkie osoby, których łączny udział w sprawie jest konieczny, sąd wezwie stronę powodową, aby oznaczyła w wyznaczonym terminie osoby niebiorące udziału w taki sposób, by ich wezwanie lub zawiadomienie było możliwe, a w razie potrzeby, aby wystąpiła z wnioskiem o ustanowienie kuratora[110].
- Sąd wezwie osoby niepozwane do wzięcia udziału w sprawie w charakterze pozwanych. Osoby, udział w sprawie których jest konieczny w charakterze powodów, sąd zawiadomi o toczącym procesie. Osoby te mogą w ciągu dwóch tygodni od doręczenia zawiadomienia przystąpić do sprawy w charakterze powodów[111].

## Współuczestnictwo w sporze
Współuczestnictwo w sporze to połączenie kilku roszczeń w jednym procesie; stroną procesową nie jest jedna osoba, ale większa liczba osób. Dochodzi do niego z konieczności, względów ekonomii procesowej i z chęci zachowania jednolitości orzecznictwa. Może istnieć od początku procesu (decyduje o tym treść pozwu) albo powstać w jego trakcie (w efekcie zmiany strony albo wstąpienia do procesu osób wezwanych do wzięcia w nim udziału w charakterze pozwanych lub zawiadomienia osób o możności zgłoszenia się w charakterze powodów).
Połączenie kilku spraw przez sąd do rozłącznej rozprawy ma charakter techniczny i nie uważa się go za współuczestnictwo w sporze.
Istnieje kilka podziałów współuczestnictwa w sporze. Czynne ma miejsce po stronie powodowej, a bierne po stronie pozwanej.
Współuczestnictwo materialne występuje wtedy, kiedy przedmiot sporu stanowią prawa lub obowiązki im wspólne lub oparte na tej samej podstawie faktycznej i prawnej. Chodzi tutaj o współwłaścicieli, współdziedziców, zobowiązanych lub uprawnionych do świadczenia niepodzielnego oraz dłużników solidarnych.
Współuczestnictwo formalne występuje wtedy, kiedy przedmiot sporu stanowią roszczenia lub zobowiązania jednego rodzaju, oparte na jednakowej podstawie faktycznej i prawnej, jeżeli ponadto właściwość sądu jest uzasadniona dla każdego z roszczeń lub zobowiązań z osobna, jako też dla wszystkich wspólnie. W literaturze jako przykład współuczestnictwa formalnego podaje się zapozwanie jednym pozwem kilku członków spółdzielni o wpłatę udziałów lub innych należności wynikających z przynależności do tej samej spółdzielni, wstąpienie kilku osób poszkodowanych w tym samym wypadku kolejowym, wystąpienie o zapłatę czynszu przeciwko kilku różnym najemcom tej samej nieruchomości.
Współuczestnictwo jednolite zachodzi wtedy, gdy z istoty spornego stosunku prawnego lub z przepisu ustawy wynika, że wyrok dotyczyć ma niepodzielnie wszystkich współuczestników. W literaturze jako przykłady współuczestnictwa jednolitego wymienia się sytuacje mające miejsce przy sprawach o rozwiązanie umowy spółki czy o spełnienie świadczenia niepodzielnego. W przypadku współuczestnictwa jednolitego czynności procesowe współuczestników działających są skuteczne wobec niedziałających. Zgoda wszystkich współuczestników potrzebna jest do:
- zawarcia ugody,
- zrzeczenia się roszczenia,
- uznania powództwa[118].

Współuczestnictwo zwykłe nazywa się też niejednolitym.
Współuczestnictwo konieczne ma miejsce wtedy, jeżeli przeciwko kilku osobom sprawa może toczyć się tylko łącznie. W literaturze wskazuje się, że zachodzi przede wszystkim wówczas, gdy według prawa materialnego powództwo może być wniesione skutecznie jedynie przeciwko wszystkim pozwanym (np. o wykonanie tzw. praw niepodzielnych), względnie przez wszystkich powodów (np. o rozwiązanie wspólnie zawartych umów), gdyż stanowią one razem stroną pozwaną lub powodową. Przeciwieństwem współuczestnictwa koniecznego jest współuczestnictwo dowolne.

### Interwencja główna
Interwencja główna jest szczególnym wypadkiem współuczestnictwa w sporze. Ta instytucja została następująco uregulowana w kodeksie postępowania cywilnego: kto występuje z roszczeniem o rzecz lub prawo, o które sprawa toczy się pomiędzy innymi osobami, może aż do zamknięcia rozprawy w pierwszej instancji wytoczyć powództwo o tę rzecz lub prawo przeciwko obu stronom przed sąd, w którym toczy się sprawa. Strony z procesu głównego w sporze interwencyjnym są biernymi współuczestnikami sporu. O momencie początkowym dla wniesienia pozwu interwencyjnego decyduje chwila doręczenia pozwu pozwanemu głównemu. Sąd może zawiesić postępowanie z urzędu

## Udział osób trzecich w procesie

### Interwencja uboczna
Interwencja uboczna polega na tym, że każdy kto ma interes prawny w tym, aby sprawa została rozstrzygnięta na korzyść jednej ze stron, może w każdym stanie sprawy aż do zamknięcia rozprawy w drugiej instancji przystąpić to tej strony. Zgłasza się ją w formie pisemnej; pismo to doręcza się obu stronom oraz sądowi. Interwenient uboczny może ze wstąpieniem do sprawy połączyć dokonanie innej czynności procesowej.
Każda ze stron może zgłosić opozycję przeciwko wstąpieniu interwenienta ubocznego, jednak nie później niż przy rozpoczęciu najbliższej rozprawy. Sąd oddali opozycję po przeprowadzeniu co do niej rozprawy, jeżeli interwenient uprawdopodobni, że ma interes prawny we wstąpieniu do sprawy. Mimo wniesionej opozycji interwenient uboczny bierze udział w sprawie, dopóki orzeczenie uwzględniające opozycję nie stanie się prawomocne. W razie prawomocnego uwzględniania opozycji czynności interwenienta ubocznego uważane będą za niebyłe. Opozycję oddala sąd; na to postanowienie przysługuje zażalenie.
Interwenient uboczny jest uprawniony do wszelkich czynności procesowych dopuszczalnych według stanu sprawy. Nie mogą one jednak pozostawać w sprzeczności z czynnościami i oświadczeniami strony, do której przystąpił. Interwenientowi ubocznemu należy od chwili jego wstąpienia do sprawy doręczać, tak jak stronie, zawiadomienia o terminach i posiedzeniach sądowych, jak też orzeczenia sądu.
Wyróżnia się interwencję uboczną samoistną i niesamoistną. Samoistna ma miejsce wtedy, kiedy wyrok w sprawie ma wywołać bezpośredni skutek prawny w stosunku między interwenientem a przeciwnikiem strony, do której przystąpił. Interwenient nie może dokonywać czynności dyspozytywnych, bo te mogą dokonywać tylko strony.
Interwenient uboczny nie może w stosunku do strony, do której przystąpił, podnieść zarzutu, że sprawa została rozstrzygnięta błędnie albo że strona ta prowadziła proces wadliwie, chyba że stan sprawy w chwili przystąpienia interwenienta ubocznego uniemożliwił mu korzystanie ze środków obrony albo że strona umyślnie lub przez niedbalstwo nie skorzystała ze środków, które nie były interwenientowi znane.
Za zgodą stron interwenient uboczny może wejść na miejsce strony, do której przystąpił.

### Przypozwanie
Przypozwanie to zawiadomienie osoby trzeciej o toczącym się procesie w tym celu, aby mogła zgłosić swe wstąpienie do sprawy w charakterze interwenienta ubocznego; nie wywiera żadnych bezpośrednich skutków procesowych.
Strona, w której w razie niekorzystnego dla niej rozstrzygnięcia przysługiwałoby roszczenie względem osoby trzeciej albo przeciwko której osoba trzecia mogłaby wystąpić z roszczeniem, może zawiadomić taką osobę o toczącym się procesie i wezwać ją do wzięcia w nim udziału. W tym celu strona wnosi do sądu pismo procesowe wskazujące przyczynę wezwania i stan prawny. Pismo to doręcza się niezwłocznie osobie trzeciej, która może zgłosić swe przystąpienie do strony jako interwenient uboczny.

## Zmiana stron
Kodeks postępowania cywilnego przewiduje następujące wypadki zmian stron w procesie:
- interwencja uboczna[136],
- nabycie praw lub rzeczy będących przedmiotu sporu w miejsce zbywającego[137],
- jeżeli okaże się, że powództwo nie zostało wniesione przeciwko osobie, która powinna być w sprawie stroną pozwaną, sąd na wniosek powoda lub pozwanego wezwie tę osobę do wzięcia udziału w sprawie. Osoba wezwana do udziału w sprawie na wniosek pozwanego może domagać się zwrotu kosztów wyłącznie od pozwanego, jeżeli okaże się, że wniosek był bezzasadny[138]. Osoba wezwana do wzięcia udziału w sprawie w charakterze pozwanego może za zgodą obu stron wstąpić w miejsce pozwanego, który wówczas będzie zwolniony od udziału w sprawie. W razie wyrażenia zgody na zmianę strony pozwanej, pozwany może w terminie dwutygodniowym złożyć sądowi wniosek o przyznanie kosztów od strony powodowej, niezależnie od późniejszego wyniku sprawy[139].
- jeżeli okaże się, że powództwo zostało wniesione nie przez osobę, która powinna występować w sprawie w charakterze powoda, sąd na wniosek powoda zawiadomi o toczącym się procesie osobę przez niego wskazaną. Osoba ta może w ciągu dwóch tygodni od doręczenia zawiadomienia wstąpić do sprawy w charakterze powoda[140]. Osoba zawiadomiona, która zgłosiła przystąpienie do sprawy w charakterze powoda, może za zgodą obu stron wstąpić na miejsce strony powodowej, która wówczas będzie od udziału w sprawie zwolniona. W razie wyrażenia zgody na zmianę strony powodowej pozwany może w terminie dwutygodniowym złożyć sądowi wniosek o przyznanie dotychczasowych kosztów od osoby, która poprzednio występowała jako powód[141].
- w razie śmierci strony sąd zawiesza postępowanie z urzędu, podejmuje je – z chwilą zgłoszenia się lub wskazania następców prawnych zmarłej strony albo z chwilą ustanowienia we właściwej drodze kuratora spadku[142].
- sąd zawiesza postępowanie z urzędu w razie utraty przez stronę zdolności sądowej, a podejmuje postępowanie z urzędu z chwilą ustalenia ogólnego następcy prawnego[143].

Skutkiem zmiany stron w procesie jest to, że nowy podmiot staje się stroną procesową w miejsce dawnego. Czynności procesowe dokonane przed tą zmianą pozostają w mocy, a strona przeciwna nie traci zarzutów jakie miała przeciwko poprzedniej stronie.

## Inne przekształcenia podmiotowe
Istnieje możliwość, że w toku sprawy do procesu wstępują inne osoby w charakterze pozwanych lub powodów i biorą w nim udział obok (a nie zamiast) dotąd działających w tym charakterze osób.
Kodeks postępowania cywilnego przewiduje taką możliwość w następujących sytuacjach:
- w postępowaniu wszczętym przez pracownika sąd – jeżeli powództwo nie zostało wniesione przeciwko osobie, która powinna być w sprawie stroną pozwaną, lub powództwo o to roszczenie może być wytoczone przeciwko innym jeszcze osobom, które nie występują w charakterze powoda, sąd może wezwać te osoby z urzędu[145].
- jeżeli okaże się, że nie występują w charakterze powodów lub pozwanych wszystkie osoby, których łączy udział w sprawie jest konieczny, sąd wezwie stronę powodową, aby oznaczyła w wyznaczonym terminie osoby nie biorące udziału w taki sposób, by ich wezwanie lub zawiadomienie było możliwe, a w razie potrzeby, aby wystąpiła z wnioskiem o ustanowienie kuratora. Później sąd wezwie osoby nie zapozwane do wzięcia udziału w sprawie w charakterze pozwanych. osoby, których udział w charakterze powodów jest konieczny, sąd zawiadomi o toczącym się procesie. Osoby te mogą w ciągu dwóch tygodni od doręczenia zawiadomienia przystąpić do sprawy w charakterze powodów[146],
- wstąpienie do procesu w charakterze powoda osoby, na rzecz której prokurator wytoczył powództwo[147],
- wstąpienie do procesu w charakterze powoda osoby, na rzecz której organizacja pozarządowa wytoczyła powództwo[148].

## Wszczęcie postępowania
Proces zostaje wszczęty poprzez wniesienie pisma procesowego (pozwu). Od tej zasady istnieje wyjątek – pracownik lub ubezpieczony, działając bez adwokata lub radcy prawnego, może zgłosić w sądzie właściwym ustnie do protokołu powództwo oraz treść środków odwoławczych i innych pism procesowych. Zawsze są dwie strony: strona czynna (powód) i bierna (pozwany). Przepisy dopuszczają udział osób trzecich (interwencja uboczna, przypozwanie).

## Pozew
Pozew to pismo procesowe, za pomocą którego następuje wytoczenie powództwa w procesie cywilnym. Pozew ma spełniać warunki wymagane od pism procesowych, a zatem zawierać:
- oznaczenie sądu, do którego jest skierowany, imię i nazwisko lub nazwę stron, ich przedstawicieli ustawowych i pełnomocników,
- oznaczenie rodzaju pisma,
- osnowę wniosku lub oświadczenia oraz dowody na poparcie przytoczonych okoliczności,
- podpis strony albo jej przedstawiciela ustawowego lub pełnomocnika,
- wymienienie załączników.

Pozew – jako pierwsze pismo procesowe w sprawie – powinien zawierać także oznaczenie miejsca zamieszkania lub siedziby stron (jeżeli strona jest przedsiębiorcą wpisanym do Centralnej Ewidencji i Informacji o Działalności Gospodarczej – adres do korespondencji wpisany do Centralnej Ewidencji i Informacji o Działalności Gospodarczej), ich przedstawicieli ustawowych i pełnomocników oraz przedmiotu sporu. Ponadto powód podaje swój numer identyfikacyjny (PESEL, NIP, KRS). Natomiast w przypadku pozwanego sąd z urzędu ustala ten numer.
Do pisma należy dołączyć pełnomocnictwo, jeżeli pismo wnosi pełnomocnik, który przedtem nie złożył pełnomocnictwa.
Pozew – oprócz spełnienia warunków pisma procesowego – powinien zawierać:
- dokładnie określone żądanie, a w sprawach o prawa majątkowe także oznaczenie wartości przedmiotu sporu, chyba że przedmiotem sprawy jest oznaczona kwota pieniężna,
- przytoczenie okoliczności faktycznych uzasadniających żądanie, a w miarę potrzeby uzasadniających również właściwość sądu
- datę wymagalności roszczenia, jeśli sprawa dotyczy zasądzenia świadczenia[156].

Pozew może zawierać wnioski o zabezpieczeniu powództwa, nadanie wyrokowi rygoru natychmiastowej wykonalność i przeprowadzenie rozprawy w nieobecności powoda oraz wnioski służące do przygotowania rozprawy, a w szczególności wnioski o:
- wezwanie na rozprawę wskazanych przez powoda świadków i biegłych,
- dokonanie oględzin,
- polecenie pozwanemu dostarczenia na rozprawę dokumentu będącego w jego posiadaniu, a potrzebnego do przeprowadzenia dowodu, lub przedmiotu oględzin;
- zażądanie na rozprawę dowodów znajdujących się w sądach, urzędach lub u osób trzecich[157].

Kodeks postępowania cywilnego stanowi, że jeżeli pismo procesowe (w tym pozew) nie może otrzymać prawidłowego biegu wskutek niezachowania warunków formalnych lub jeżeli od pisma nie uiszczono należnej opłaty, przewodniczący wzywa stronę, pod rygorem zwrócenia pisma, do poprawienia, uzupełnienia lub opłacenia go w terminie tygodniowym. Mylne oznaczenie pisma procesowego lub inne oczywiste niedokładności nie stanowią przeszkody do nadania pismu biegu i rozpoznania go w trybie właściwym.
Jeżeli pismo wniosła osoba zamieszkała lub mająca siedzibę za granicą, która nie ma w kraju przedstawiciela, przewodniczący wyznacza termin do poprawienia lub uzupełnienia pisma albo uiszczenia opłaty nie krótszy niż miesiąc.
Po bezskutecznym upływie terminu przewodniczący zwraca pismo stronie. Pismo zwrócone nie wywołuje żadnych skutków, jakie ustawa wiąże z wniesieniem pisma procesowego do sądu. Pismo poprawione lub uzupełnione w terminie wywołuje skutki od chwili jego wniesienia. Zarządzenie przewodniczącego o zwrocie pozwu doręcza się tylko powodowi.
Wyróżnia się treść pozwu obowiązkową (konieczną) i fakultatywną. Elementami treści koniecznej pozwu są:
- dokładnie określone żądania,
- przytoczenie okoliczności faktycznych uzasadniających żądanie (causa petendi),
- oznaczenie wartości przedmiotu sporu w sprawach o roszczenie majątkowe,
- przytoczenie w miarę potrzeby okoliczności uzasadniających właściwość sądu[159].

W literaturze wskazuje się, że wnioski zamieszczone w pozwie, a składające się na jego treść fakultatywną mogą dotyczyć samego postępowania lub przygotowania rozprawy przez przewodniczącego przez wydanie jeszcze przed rozprawą odpowiednich zarządzeń.
Można wnieść pozew i inne pismo procesowe poprzez system teleinformatyczny, o ile jest to technicznie możliwe. Jeśli strona dokonała takiego wyboru albo ustawa zastrzega ten obowiązek, wniesienie pisma w inny sposób jest bezskuteczne.

## Doręczenie
Sąd dokonuje doręczeń przez operatora pocztowego, pracowników sądu, komornika, a także przez sądową służbę doręczeniową, którą może utworzyć w drodze rozporządzenia Minister Sprawiedliwości. Szczegółowy tryb doręczania pism sądowych przez powyższe podmioty określa rozporządzenie Ministra Sprawiedliwości wydane w porozumieniu z ministrem właściwym do spraw łączności. Istnieje możliwość doręczeń elektronicznych.
W toku sprawy adwokaci, radcy prawni, rzecznicy patentowi oraz radcy Prokuratorii Generalnej Rzeczypospolitej Polskiej mogą doręczać sobie nawzajem pisma bezpośrednio za potwierdzeniem odbioru i oznaczeniem daty. Doręczenie adresatowi może nastąpić także przez wręczenie mu pisma bezpośrednio w sekretariacie sądu.
Jeżeli stroną jest osoba fizyczna, doręczenia dokonuje się jej osobiście, a gdy nie ma ona zdolności procesowej – jej przedstawicielowi ustawowemu. Pisma procesowe lub orzeczenia dla osoby prawnej, jak również dla organizacji, która nie ma osobowości prawnej, doręcza się organowi uprawnionemu do reprezentowania ich przed sądem lub do rąk pracownika upoważnionego do odbioru pism. Pisma procesowe dla przedsiębiorców i wspólników spółek handlowych, wpisanych do rejestru sądowego na podstawie odrębnych przepisów, doręcza się na adres podany w rejestrze, chyba że strona wskazała inny adres dla doręczeń. Jeżeli ostatni wpisany adres został wykreślony jako niezgodny z rzeczywistym stanem rzeczy i nie zgłoszono wniosku o wpis nowego adresu, adres wykreślony jest uważany za adres podany w rejestrze. Jeżeli ustanowiono pełnomocnika procesowego lub osobę upoważnioną do odbioru pism sądowych, doręczenia należy dokonać tym osobom – w takiej sytuacji jednak Skarb Państwa może pisma procesowe lub orzeczenia dla osoby prawnej i organizacji, która nie ma osobowości prawnej, doręczać organowi do ich reprezentowania przed sądem lub do rąk pracownika upoważnionego do odbioru pism.
W dni ustawowo uznane za wolne od pracy, jak też w porze nocnej (od 21 do 7) doręczać można tylko w wyjątkowych wypadkach za uprzednim zarządzeniem prezesa sądu.
Jeżeli stronie, której miejsce pobytu nie jest znane, ma być doręczony pozew lub inne pismo procesowe wywołujące potrzebę podjęcia obrony jej praw, doręczenie może do chwili zgłoszenia się strony lub jej pełnomocnika nastąpić tylko do rąk kuratora ustanowionego na wniosek osoby zainteresowanej przez sąd orzekający.
Przewodniczący ustanowi kuratora, jeżeli wnioskodawca uprawdopodobni, że miejsce pobytu strony nie jest znane. W sprawach o roszczenia alimentacyjne, w sprawach o ustalenie ojcostwa i o związane z tym roszczenia, przewodniczący przed ustanowieniem kuratora przeprowadzi stosowne dochodzenie w celu ustalenia miejsca zamieszkania lub pobytu pozwanego. O ustanowieniu kuratora przewodniczący ogłosi publicznie w budynku sądowym i lokalu wójta, w sprawach zaś większej wagi, gdy uzna to za potrzebne, także w prasie. Z chwilą doręczenia pisma kuratorowi doręczenie staje się skuteczne. Sąd może jednak uzależnić skuteczność doręczenia od upływu oznaczonego terminu do chwili wywieszenia obwieszczenia w budynku sądowym.

## Prawidłowy bieg pisma procesowego
Jeżeli pismo procesowe nie może otrzymać prawidłowego biegu wskutek niezachowania warunków formalnych lub jeżeli od pisma nie uiszczono należnej opłaty, przewodniczący wzywa stronę, pod rygorem zwrócenia pisma, do poprawienia, uzupełnienia lub opłacenia go w terminie tygodniowym. Mylne oznaczenie pisma procesowego lub inne oczywiste niedokładności nie stanowią przeszkody do nadania pismu biegu i rozpoznania go w trybie właściwym.

## Skutki wszczęcia postępowania

### Skutki wniesienia pozwu
Skutki wniesienia pozwu dzieli się na procesowe i materialno-prawne. Do procesowych zaliczane są:
- zasada perpetuatio fori – sąd właściwy w chwili wniesienia pozwu pozostaje właściwym do końca,
- zasada perpetuatio iurisdictionis – jurysdykcja krajowa istniejąca w chwili wszczęcia postępowania istnieje nawet, jeżeli w toku sprawy odpadły jej podstawy (wyjątkiem są sytuacje, kiedy o jurysdykcji decyduje miejsce zamieszkania, pobytu lub siedziby pozwanego w Polsce – wtedy decyduje chwila doręczenia pozwu pozwanemu),
- pozew wniesiony jest przedmiotem badania przewodniczącego – sprawdza, czy pozew czyni zadość warunkom formalnym, czy został należycie opłacony i czy nie zachodzi brak jednej z przesłanek procesowych, które sąd powinien brać pod uwagę z urzędu.

Jeżeli wynik badania nie wykaże żadnych braków albo braki zostaną usunięte w terminie, przewodniczący wyznacza termin rozprawy i zarządza doręczenie pozwu stronom razem z wezwaniem na rozprawę.
Skutkami materialno-prawnymi wniesienia pozwu są przerwanie biegu przedawnienia roszczeń, biegu zasiedzenia oraz zniesienie zakazu anatocyzmu.

### Skutki doręczenia pozwu
Z chwilą doręczenia pozwu:
- nie można w toku sprawy wszcząć pomiędzy tymi samymi stronami nowego postępowania o to samo roszczenie,
- pozwany może wytoczyć przeciw powodowi powództwo wzajemne,
- zbycie w toku sprawy rzeczy lub prawa, objętych sporem, nie ma wpływu na dalszy bieg sprawy; nabywca może jednak wejść na miejsce zbywającego za zezwoleniem strony przeciwnej[100].

Z chwilą doręczenia pozwu następuje zawiśnięcie sporu, czyli stan sprawy w toku. Trwa on do chwili prawomocnego odrzucenia pozwu, umorzenia postępowania lub uprawomocnienia się wyroku. Zawieszenie postępowania nie ma wpływu na stan sprawy w toku. Zarzut sprawy w toku może być podniesiony na każdym etapie postępowania i jego uwzględnienie prowadzi do odrzucenia pozwu. Sąd z urzędu bierze tę okoliczność pod rozwagę w każdym stanie sprawy jako przyczynę odrzucenia pozwu, zaś sąd apelacyjny i kasacyjny jako przyczynę nieważności postępowania.

## Posiedzenie sądowe
Z zasady posiedzenia sądowe w postępowaniu cywilnym są jawne. Niejawne są jedynie w wypadkach przewidzianych przez przepisy szczególne, jednak sąd może skierować sprawę na posiedzenie jawne i wyznaczyć rozprawę także wówczas, gdy sprawa podlega rozpoznaniu na posiedzeniu niejawnym.
Liczba posiedzeń sądowych jest praktycznie nieograniczona. Wyznacza je przewodniczący z urzędu, ilekroć wymaga tego stan sprawy. O posiedzeniach jawnych zawiadamia się strony i osoby zainteresowane przez wezwanie lub ogłoszenie podczas posiedzenia. Stronie nieobecnej na posiedzeniu jawnym należy zawsze doręczyć wezwanie na następne posiedzenie. Wezwanie powinno być doręczone co najmniej na tydzień przed posiedzeniem. W wypadkach pilnych termin ten może być skrócony do trzech dni.
Formalnie rozprawą kieruje przewodniczący – to on otwiera, prowadzi i zamyka posiedzenia, udziela głosu, zadaje pytania, upoważnia do zadawania pytań i ogłasza orzeczenia. Może też odebrać głos, gdy przemawiający go nadużywa, jak również uchylić pytanie, jeżeli uzna je za niewłaściwe lub zbyteczne.
Na posiedzenia jawne wstęp na salę sądową (co do zasady) mają – poza stronami i osobami wezwanymi – tylko osoby pełnoletnie. Można dopuścić do udziału w tym posiedzeniu małoletnich. Na posiedzenie niejawne mają wstęp tylko osoby wezwane.
Sąd z urzędu zarządza odbycie całego posiedzenia lub jego części przy drzwiach zamkniętych, jeżeli publiczne rozpoznanie sprawy:
- zagraża porządkowi publicznemu
- lub moralności
- albo gdy mogą być ujawnione tajemnice prawnie chronione.

Sąd może zarządzić odbycie posiedzenia przy drzwiach zamkniętych również na wniosek strony, jeżeli podane przez nią przyczyny uzna za uzasadnione lub jeżeli roztrząsane mają być szczegóły życia rodzinnego. Postępowanie dotyczące tego wniosku odbywa się przy drzwiach zamkniętych. Postanowienie w tym przedmiocie sąd ogłasza publicznie.
Podczas posiedzenia odbywającego się przy drzwiach zamkniętych mogą być obecni na sali:
- strony,
- interwenienci uboczni,
- ich przedstawiciele ustawowi i pełnomocnicy,
- prokurator,
- osoby zaufania po dwie z każdej strony.

Ogłoszenie orzeczenia kończącego postępowanie w sprawie odbywa się publicznie.
W postępowaniach odrębnych w sprawach małżeńskich posiedzenia odbywają się przy drzwiach zamkniętych, chyba że obie strony żądają publicznego rozpoznania sprawy, a sąd uzna, że jawność nie zagraża moralności.
Sąd nawet na zgodny wniosek strony może odroczyć posiedzenie tylko z ważnej przyczyny.
Z przebiegu posiedzenia jawnego protokolant pod kierunkiem przewodniczącego spisuje protokół. Przy wydawaniu wyroków zaocznych wystarcza zaznaczenie w aktach, że pozwany nie stawił się na posiedzenie, nie żądał przeprowadzenia rozprawy w swej nieobecności i nie złożył żadnych wyjaśnień, oraz wzmianka co do ogłoszenia wyroku. Z posiedzenia niejawnego sporządza się notatkę urzędową, jeżeli nie wydano orzeczenia.
Strony mogą żądać sprostowania lub uzupełnienia protokołu, nie później jednak jak na następnym posiedzeniu, a jeśli idzie o protokół rozprawy, po której zamknięciu nastąpiło wydanie wyroku – dopóki akta sprawy znajdują się w sądzie. Od zarządzenia przewodniczącego strony mogą odwołać się do sądu w terminie tygodniowym od doręczenia im zarządzenia.
W toku posiedzenia wnioski, oświadczenia, uzupełnienia i sprostowania wniosków i oświadczeń można zamieścić w załączniku do protokołu. Jeżeli stronę zastępuje adwokat, radca prawny, rzecznik patentowy lub radca Prokuratorii Generalnej Rzeczypospolitej Polskiej, przewodniczący może zażądać złożenia takiego załącznika w wyznaczonym terminie.
Co do zasady karę porządkową grzywny wymierza się w kwocie do trzech tysięcy złotych. Grzywny ściąga się w drodze egzekucji sądowej na rzecz Skarbu Państwa. Ilekroć kodeks postępowania cywilnego dopuszcza zarządzenie przymusowego sprowadzenia lub aresztowania, stosuje się odpowiednio przepisy kodeksu postępowania karnego. O przymusowe sprowadzenie żołnierza w czynnej służbie wojskowej, oprócz terytorialnej służby wojskowej pełnionej dyspozycyjnie, sąd zwraca się do dowódcy jednostki wojskowej, w której pełni on służbę, lub do Żandarmerii Wojskowej, a o przymusowe sprowadzenie funkcjonariusza Policji, Służby Ochrony Państwa, Agencji Bezpieczeństwa Wewnętrznego, Agencji Wywiadu, Służby Kontrwywiadu Wojskowego, Służby Wywiadu Wojskowego, Centralnego Biura Antykorupcyjnego lub Straży Granicznej – do jego przełożonego. O ukaranie żołnierza w czynnej służbie wojskowej, oprócz terytorialnej służby wojskowej pełnionej dyspozycyjnie, sąd występuje do dowódcy jednostki wojskowej, w której pełni on służbę, a o ukaranie funkcjonariusza:
- Policji,
- Służby Ochrony Państwa,
- Agencji Bezpieczeństwa Wewnętrznego,
- Agencji Wywiadu,
- Służby Kontrwywiadu Wojskowego,
- Służby Wywiadu Wojskowego,
- Centralnego Biura Antykorupcyjnego
- lub Straży Granicznej

do jego przełożonego.
Strony mogą w toku posiedzenia, a jeżeli nie były obecne, na najbliższym posiedzeniu zwrócić uwagę sądu na uchybienie przepisom postępowania, wnosząc o wpisanie zastrzeżenia do protokołu. Stronie, która zastrzeżenia nie zgłosiła, nie przysługuje prawo powoływania się na takie uchybienia w dalszym toku postępowania, chyba że chodzi o przepisy postępowania, których naruszenie sąd powinien wziąć pod rozwagę z urzędu, albo że strona uprawdopodobni, iż nie zgłosiła zastrzeżeń bez swojej winy.

## Rozprawa
Przewodniczący i sąd podejmują czynności w sprawie tak, aby rozprawa przebiegła zgodnie z planem rozprawy, a jeżeli planu nie sporządzono – w najwcześniejszych możliwych terminach.
Przewodniczący wyznacza terminy posiedzeń w sprawie zgodnie z planem rozprawy, a jeżeli planu rozprawy nie sporządzono – najwcześniejsze możliwe terminy.
Rozprawę należy przygotować tak, aby nie było przeszkód do rozstrzygnięcia sprawy na pierwszym posiedzeniu na nią wyznaczonym. Więcej posiedzeń niż jedno wyznacza się tylko w razie konieczności, zwłaszcza gdy przeprowadzenie wszystkich dowodów na jednym posiedzeniu nie jest możliwe. W takim przypadku posiedzenia powinny odbywać się w kolejnych dniach, a jeżeli nie jest to możliwe – tak, aby upływ czasu pomiędzy kolejnymi posiedzeniami nie był nadmierny.
Na podstawie planu rozprawy przewodniczący wydaje zarządzenia mające na celu przygotowanie rozprawy. Przewodniczący może w szczególności:
1. wezwać strony do stawienia się na rozprawę osobiście lub przez pełnomocnika;
2. zażądać od państwowej jednostki organizacyjnej lub jednostki organizacyjnej samorządu terytorialnego znajdujących się u niej dowodów, jeżeli strona sama dowodów tych otrzymać nie może;
3. wezwać na rozprawę wskazanych przez strony świadków lub biegłych;
4. zarządzić przedstawienie przedmiotów oględzin lub dokumentów, w szczególności ksiąg i planów[188].

Przewodniczący może ponadto zarządzić oględziny jeszcze przed rozprawą.
Jeżeli planu rozprawy nie sporządzono, zarządzenia mające na celu przygotowanie rozprawy wydaje się na podstawie pozwu i innych pism procesowych.
Sąd z urzędu ustala numer PESEL pozwanego będącego osobą fizyczną, jeżeli jest on obowiązany do jego posiadania lub posiada go nie mając takiego obowiązku, lub numer w Krajowym Rejestrze Sądowym, a w przypadku jego braku – numer w innym właściwym rejestrze, ewidencji lub NIP pozwanego niebędącego osobą fizyczną, który nie ma obowiązku wpisu we właściwym rejestrze lub ewidencji, jeżeli jest on obowiązany do jego posiadania.
Każda ze stron może w piśmie procesowym żądać przeprowadzenia rozprawy w jej nieobecności.
Rozprawa odbywa się w ten sposób, że po wywołaniu sprawy strony – najpierw powód, a potem pozwany – zgłaszają ustnie swe żądania i wnioski oraz przedstawiają twierdzenia i dowody na ich poparcie. Strony mogą ponadto wskazywać podstawy prawne swych żądań i wniosków. Na żądanie prokuratora sąd udziela mu głosu w każdym stanie rozprawy; art. 62 nie stosuje się.
§Każda ze stron jest obowiązana do złożenia oświadczenia co do twierdzeń strony przeciwnej dotyczących faktów. Strona jest przy tym obowiązana wyszczególnić fakty, którym zaprzecza.
Sąd poucza stronę niezastępowaną przez adwokata, radcę prawnego, rzecznika patentowego lub Prokuratorię Generalną Rzeczypospolitej Polskiej o treści art. 162 § 1, art. 20512 § 2, art. 229 i art. 230. § 2. Sąd poucza strony o możliwości ugodowego załatwienia sporu, w szczególności w drodze mediacji.
Ponadto rozprawa obejmuje, stosownie do okoliczności, postępowanie dowodowe i roztrząsanie jego wyników.
W razie nieobecności strony na rozprawie przewodniczący lub wyznaczony przez niego sędzia sprawozdawca przedstawia jej wnioski, twierdzenia i dowody znajdujące się w aktach sprawy.
Na rozprawie prowadzonej bez planu rozprawy sąd przez zadawanie pytań stronom dąży do tego, aby strony przytoczyły lub uzupełniły twierdzenia lub dowody na ich poparcie oraz udzieliły wyjaśnień koniecznych do zgodnego z prawdą ustalenia podstawy faktycznej dochodzonych przez nie praw lub roszczeń. W ten sam sposób sąd dąży do wyjaśnienia istotnych okoliczności sprawy, które są sporne.
W razie uzasadnionej potrzeby przewodniczący może udzielić stronom niezbędnych pouczeń, a stosownie do okoliczności zwraca uwagę na celowość ustanowienia pełnomocnika procesowego.
Sąd jest związany uznaniem powództwa, chyba że uznanie jest sprzeczne z prawem lub zasadami współżycia społecznego albo zmierza do obejścia prawa.
Rozprawa ulega odroczeniu, jeżeli sąd stwierdzi nieprawidłowość w doręczeniu wezwania albo jeżeli nieobecność strony jest wywołana nadzwyczajnym wydarzeniem lub inną znaną sądowi przeszkodą, której nie można przezwyciężyć
Sąd może skazać na grzywnę stronę, jeżeli powołała się w złej wierze na nieprawdziwe okoliczności, które skutkowały odroczeniem rozprawy.
Jeżeli nieprawdziwe okoliczności, które skutkowały odroczeniem rozprawy, zostały powołane w złej wierze przez pełnomocnika strony, sąd może go skazać na grzywnę.
Usprawiedliwienie niestawiennictwa z powodu choroby stron, ich przedstawicieli ustawowych, pełnomocników, świadków i innych uczestników postępowania, wymaga przedstawienia zaświadczenia potwierdzającego niemożność stawienia się na wezwanie lub zawiadomienie sądu, wystawionego przez lekarza sądowego.
Przepisu tego nie stosuje się do osób pozbawionych wolności, których usprawiedliwianie niestawiennictwa z powodu choroby regulują odrębne przepisy.
Rozprawa ulega odroczeniu, jeżeli sąd postanowi wezwać do wzięcia udziału w sprawie lub zawiadomić o toczącym się procesie osoby, które dotychczas w postępowaniu nie występowały w charakterze powodów lub pozwanych.
Sąd może w celu dokładniejszego wyjaśnienia stanu sprawy zarządzić stawienie się stron lub jednej z nich osobiście albo przez pełnomocnika
Sąd w sprawach dotyczących osoby małoletniego dziecka wysłucha je, jeżeli jego rozwój umysłowy, stan zdrowia i stopień dojrzałości na to pozwala. Wysłuchanie odbywa się poza salą posiedzeń sądowych.
Sąd stosownie do okoliczności, rozwoju umysłowego, stanu zdrowia i stopnia dojrzałości dziecka uwzględni jego zdanie i rozsądne życzenia.
Sąd może zarządzić oddzielną rozprawę co do pozwu głównego i wzajemnego, jako też co do jednego z kilku roszczeń połączonych w jednym pozwie, bądź to głównym, bądź wzajemnym, albo w stosunku do poszczególnych współuczestników.
Sąd może zarządzić połączenie kilku oddzielnych spraw toczących się przed nim w celu ich łącznego rozpoznania lub także rozstrzygnięcia, jeżeli są one ze sobą w związku lub mogły być objęte jednym pozwem.
Sąd może ograniczyć rozprawę do poszczególnych zarzutów lub zagadnień wstępnych.
Pozwany nie może odmówić wdania się w spór co do istoty sprawy, chociaż wniósł zarzuty formalne.
Oddalając zarzuty, których uwzględnienie uzasadniałoby odrzucenie pozwu, sąd wyda oddzielne postanowienie i może wstrzymać dalsze rozpoznanie sprawy, aż do uprawomocnienia się tego postanowienia. Oddalenie innych zarzutów formalnych sąd stwierdza w uzasadnieniu orzeczenia kończącego postępowanie, przytaczając powody rozstrzygnięcia.
Przewodniczący powinien we właściwej chwili skłaniać strony do pojednania, zwłaszcza na pierwszym posiedzeniu, po wstępnym wyjaśnieniu stanowiska stron. Osnowę ugody zawartej przed sądem wciąga się do protokołu rozprawy albo zamieszcza w odrębnym dokumencie stanowiącym część protokołu i stwierdza podpisami stron. Niemożność podpisania ugody sąd stwierdza w protokole.
Przepis art. 203 § 4 stosuje się odpowiednio.
Przewodniczący zamyka rozprawę po przeprowadzeniu dowodów i udzieleniu głosu stronom.
Można zamknąć rozprawę również w przypadku, gdy ma jeszcze zostać przeprowadzony dowód przez sędziego wyznaczonego lub przez sąd wezwany, dowód z dokumentu sporządzonego przez organ administracji publicznej lub znajdującego się w jego aktach albo dowód z dokumentu znajdującego się w aktach sądowych lub komorniczych, a rozprawę co do tych dowodów sąd uzna za zbyteczną.
Sąd może zamkniętą rozprawę otworzyć na nowo.
Od zarządzeń przewodniczącego wydanych w toku rozprawy strony mogą odwołać się do sądu.
Ilekroć ustawa przewiduje wysłuchanie stron lub innych osób, stosownie do okoliczności może się to odbyć przez wezwanie stron do złożenia odpowiednich oświadczeń na posiedzeniu albo wyznaczenie terminu do zajęcia stanowiska w piśmie procesowym lub za pomocą środków porozumiewania się na odległość, o ile dają one pewność co do osoby składającej oświadczenie.
Ilekroć zachowanie strony w świetle okoliczności sprawy wskazuje na nadużycie przez nią prawa procesowego, sąd poucza ją o możliwości zastosowania wobec niej środków, o których mowa poniżej.
W przypadku gdy sąd stwierdzi nadużycie przez stronę prawa procesowego, może w orzeczeniu kończącym postępowanie w sprawie:
1. stronę nadużywającą skazać na grzywnę
2. niezależnie od wyniku sprawy, odpowiednio do spowodowanej tym nadużyciem prawa procesowego zwłoki w jej rozpoznaniu, włożyć na stronę nadużywającą obowiązek zwrotu kosztów w części większej, niż wskazywałby wynik sprawy, a nawet zwrotu kosztów w całości;
3. na wniosek strony przeciwnej: a) przyznać od strony nadużywającej koszty procesu podwyższone odpowiednio do spowodowanego tym nadużyciem zwiększenia nakładu pracy strony przeciwnej na prowadzenie sprawy, nie więcej jednak niż dwukrotnie, b) podwyższyć stopę odsetek zasądzonych od strony, której nadużycie spowodowało zwłokę w rozpoznaniu sprawy, za czas odpowiadający tej zwłoce, z tym że stopa może zostać podwyższona nie więcej niż dwukrotnie; przepisów o maksymalnej dopuszczalnej wysokości odsetek ustawowych za opóźnienie nie stosuje się[223].

## Terminy
Istnieje w literaturze kilka podziałów terminów. Istnieją terminy dla czynności procesowych stron i uczestników postępowania oraz terminy dla czynności sądu. Terminy dla czynności procesowych i uczestników postępowania dzieli się na:
- terminy ustawowe – nie mogą być przedłużane ani skracane przez sąd, biegną od momentu początkowego, oznaczonego w odpowiednim przepisie kodeksu postępowania cywilnego,
- terminy sądowe – są wyznaczane przez sąd lub przewodniczącego[224].

Bieg terminu sądowego rozpoczyna się od ogłoszenia w tym przedmiocie postanowienia lub zarządzenia, a gdy kodeks postępowania cywilnego przewiduje doręczenie z urzędu – od jego doręczenia.
Terminy oblicza się według prawa cywilnego. Oddanie pisma procesowego w formie przesyłki poleconej w polskiej placówce pocztowej operatora pocztowego lub w placówce podmiotu zajmującego się doręczaniem korespondencji na terenie Unii Europejskiej jest równoznaczne z wniesieniem go do sądu. To samo dotyczy złożenia pisma przez żołnierza w dowództwie jednostki wojskowej albo przez osobę pozbawioną wolności w administracji zakładu karnego oraz przez członka załogi polskiego statku morskiego u kapitana statku. Przez wniesienie pisma rozumie się także wprowadzenie go do systemu teleinformatycznego.
Przewodniczący może z ważnej przyczyny przedłużyć lub skrócić termin sądowy na wniosek zgłoszony przed upływem terminu, nawet bez wysłuchania strony przeciwnej.
Terminy dla czynności sądu z reguły mają charakter terminów instrukcyjnych.

### Uchybienie i przywrócenie terminu
Czynność procesowa podjęta przez stronę po upływie terminu jest bezskuteczna.
Jeżeli strona nie dokonała w terminie czynności procesowej bez swojej winy, sąd na jej wniosek postanowi przywrócenie terminu. Postanowienie może być wydane na posiedzeniu niejawnym. Przywrócenie nie jest dopuszczalne, jeżeli uchybienie terminu nie pociąga za sobą ujemnych dla strony skutków procesowych.
Pismo z wnioskiem o przywrócenie terminu wnosi się do sądu, w którym czynność miała być dokonana w ciągu tygodnia od czasu ustania przyczyny uchybienia terminu. W piśmie tym należy uprawdopodobnić okoliczności uzasadniające wniosek. Równocześnie z wnioskiem strona powinna dokonać czynności procesowej. Po upływie roku od uchybionego terminu, jego przywrócenie jest dopuszczalne tylko w wyjątkowych wypadkach.
Niedopuszczalne jest przywrócenie terminu do złożenia środka odwoławczego od wyroku orzekającego unieważnienie małżeństwa lub rozwód albo ustanawiającego nieistnienie małżeństwa, jeśli choćby jedna ze stron zawarła po uprawomocnienie się wyroku nowy związek małżeński.
Spóźniony lub z mocy ustawy niedopuszczalny wniosek o przywrócenie terminu sąd odrzuci na posiedzeniu niejawnym.
Zgłoszenie wniosku o przywrócenie terminu nie wstrzymuje postępowania w sprawie ani wykonania orzeczenia. Sąd może jednak, stosownie do okoliczności, wstrzymać postępowanie lub wykonanie orzeczenia. W razie uwzględnienia wniosku sąd może natychmiast przystąpić do rozpoznania sprawy.

## Mediacja
Mediacja jest dobrowolna. Prowadzi się ją na podstawie umowy o mediację albo postanowienie sądu kierującego strony do mediacji. Umowa może być zawarta także przez wyrażenie przez stronę zgody, gdy druga strona złożyła do mediatora wniosek o przeprowadzenie mediacji. W umowie o mediację strony określają w szczególności przedmiot mediacji, osobę mediatora albo sposób wyboru mediatora. Mediację prowadzi się przed wszczęciem postępowania, a za zgodą stron także w toku sprawy.
Mediatorem może być osoba fizyczna, mająca pełną zdolność do czynności prawnych, korzystających w pełni z praw publicznych. Mediatorem nie może być sędzia. Nie dotyczy to sędziów w stanie spoczynku.

## Postępowanie pojednawcze
Sprawy cywilne, których charakter na to zezwala, mogą być uregulowane drogą ugody zawartej przed wniesieniem pozwu. Sąd uzna ugodę za niedopuszczalną, jeżeli jej treść jest niezgodna z prawem lub zasadami współżycia społecznego albo zmierza do obejścia prawa.
O zawezwanie do próby ugodowej – bez względu na właściwość rzeczową – można zwrócić się do sądu rejonowego ogólnie właściwego dla przeciwnika. W wezwaniu należy oznaczyć zwięźle sprawę. Postępowanie pojednawcze przeprowadza sąd w składzie jednego sędziego. Z posiedzenia spisuje się protokół, a jeżeli doszło do ugody, osnowę jej wciąga się do protokołu. Strony podpisują ugodę; niemożność podpisania ugody sąd stwierdza w protokole.
Jeżeli wzywający nie stawi się na posiedzenie, sąd na żądanie przeciwnika włoży na niego obowiązek zwrotu kosztów wywołanych próbą ugodowych. Jeżeli przeciwnik bez usprawiedliwienia nie stawi się na posiedzenie, sąd na żądanie wzywającego, który wniósł następnie w tej sprawie pozew, uwzględni koszty wywołane próbą ugodową w orzeczeniu kończącym postępowanie w sprawie.

## Kumulacja roszczeń
Kumulacja roszczeń oznacza dochodzenie jednym pozwem przeciwko temu samemu pozwanemu kilku roszczeń, z których każde mogłoby być dochodzone osobnym pozwem. W literaturze nazywa się to też przedmiotową kumulacją roszczeń.
Powód może dochodzić jednym pozwem kilku roszczeń przeciwko temu samemu pozwanemu, jeżeli nadają się one do tego samego trybu postępowania oraz jeżeli sąd jest właściwy ze względu na ogólną wartość roszczeń, a ponadto – gdy roszczenia są różnego rodzaju – o tyle tylko, o ile dla któregokolwiek z tych roszczeń nie jest przewidziane postępowanie odrębne ani też nie zachodzi niewłaściwość sądu według przepisów o właściwości bez względu na wartość przedmiotu sporu.

## Zmiana powództwa
Zmiana powództwa to zmiana roszczenia procesowego zgłoszonego w pozwie (zmiana pod względem przedmiotowym). Zmiana powództwa następuje albo co do żądania, albo co do podstawy powództwa.
Kodeks stanowi, że zmiana powództwa jest dopuszczalna, jeżeli nie wpływa na właściwość sądu. Jeżeli w myśl tego przepisu zmiana nie jest dopuszczalna, a powód zmienia powództwo w ten sposób, że występuje z nowym roszczeniem obok pierwotnego, sąd rozpoznaje nowe roszczenie jako sprawę oddzielną, jeżeli jest dla niej rzeczowo i miejscowo właściwy, a w przeciwnym razie przekazuje sprawę sądowi właściwemu. Gdy jednak taka następuje w sądzie rejonowym, należy przekazać całe zmienione powództwo sądowi okręgowemu, który dla zmienionego powództwa jest rzeczowo i miejscowo właściwy. Jest to wyjątek od zasady, że sąd właściwy w chwili wniesienia pozwu jest właściwy do końca postępowania.
Jeżeli powód występuje z nowym roszczeniem zamiast lub obok roszczenia pierwotnego, skutki dla doręczenia pozwu rozpoczynają się z chwilą, w której roszczenie to powód zgłosił na rozprawie w obecności pozwanego, a w innych wypadkach – z chwilą doręczenia pozwanemu pisma zawierającego zamianą i odpowiadającego wymaganiom pozwu.

## Cofnięcie pozwu
Cofnięcie pozwu jest definiowane w literaturze jako oświadczenie powoda o znaczeniu czysto procesowym, które decyduje wprawdzie o wytoczonym procesie, nie decyduje jednak samo przez się o dochodzonym roszczeniu. Nie jest tożsame ze zrzeczeniem się roszczenia, kiedy to w razie ponownego wniesienia powództwa o to samo roszczenie – sąd wyda wyrok oddalający powództwo na wniosek pozwanego.
Pozew może być cofnięty bez zezwolenia pozwanego aż do rozpoczęcia rozprawy, a jeżeli z cofnięciem połączone jest zrzeczenie się roszczenia – aż do wydania wyroku. Pozew cofnięty nie wywołuje żadnych skutków, jakie ustawa wiąże z wytoczeniem powództwa. Na żądanie pozwanego powód zwraca mu koszty, jeżeli sąd już przedtem nie orzekł prawomocnie o obowiązku ich uiszczenia przez pozwanego. W razie cofnięcia pozwu poza rozprawą przewodniczący odwołuje wyznaczoną rozprawę i o cofnięciu zawiadamia pozwanego, który może w terminie dwutygodniowym złożyć sądowi wniosek o przyznanie kosztów. Gdy skuteczność cofniętego pozwu zależy od zgody pozwanego, niezłożenie przez niego oświadczenia w tym przedmiocie w powyższym terminie uważa się za wyrażenie zgody. Sąd może uznać za niedopuszczalne cofnięcie pozwu, zrzeczenie się lub ograniczenie roszczenia tylko wtedy, gdy okoliczności sprawy wskazują, że wymienione czynności są sprzeczne z prawem lub zasadami współżycia społecznego albo zmierzają do obejścia prawa.
Wprawdzie sąd jest związany wydanym wyrokiem od chwili ogłoszenia, jednak sytuacja inaczej wygląda sytuacja w razie cofnięcia pozwu przed uprawomocnieniem się wyroku i przed jego zaskarżeniem z jednoczesnym zrzeczeniem się dochodzonego roszczenia. W takich wypadkach, a także za zgodą pozwanego również bez takiego zrzeczenia się, sąd pierwszej instancji uchyli swój wyrok i postępowanie w sprawie umorzy, jeżeli uzna cofnięcie takie za dopuszczalne.
Sąd wydaje postanowienie o umorzeniu postępowania, jeżeli powód cofnął ze skutkiem prawnym pozew lub jeżeli wydanie wyroku stało się z innych przyczyn zbędne lub niedopuszczalne, albo jeżeli strony zawarły ugodę przed mediatorem, którą zatwierdził sąd.

## Odrzucenie pozwu
Odrzucenie pozwu jest skutkiem braku jednej z bezwzględnych przesłanek procesowych, jeżeli ten brak nie może być usunięty w postępowaniu lub jeśli nie został uzupełniony w wyznaczonym terminie. Brak bezwzględnych przesłanek procesowych sąd uwzględnia z urzędu.
Kodeks postępowania cywilnego stanowi, że sąd odrzuci pozew:
- jeżeli droga sądowa jest niedopuszczalna,
- jeżeli o to samo roszczenie pomiędzy tymi samymi stronami sprawa jest w toku albo sprawę zakończono już prawomocnym orzeczeniem,
- jeżeli strona nie ma zdolności sądowej albo powód nie ma zdolności procesowej, a nie działa za niego przedstawiciel ustawowy, albo jeżeli w składzie organów jednostki organizacyjnej będącej powodem zachodzą braki uniemożliwiające jej działanie.

Z powodu braku zdolności sądowej jednej ze stron albo zdolności procesowej powoda i niedziałania przedstawiciela ustawowego lub braku w składzie organów jednostki organizacyjnej będącej powodem, uniemożliwiającym jej działanie, sąd odrzuci pozew dopiero wówczas, gdy brak nie będzie uzupełniony zgodnie z przepisami kodeksu postępowania cywilnego.
Brak jurysdykcji krajowej stanowi przyczynę nieważności, którą sąd bierze pod rozwagę z urzędu w każdym stanie sprawy. W razie stwierdzenia braku jurysdykcji krajowej sąd odrzuca pozew lub wniosek.
Jeżeli przyczyny odrzucenia pozwu powstały dopiero w toku procesu, wtedy sąd wydaje postanowienie o umorzeniu postępowania.

## Dowody
Dowód w literaturze jest definiowany jako środek, za pomocą którego dokonuje się dowodzenia w procesie. Dzieli się je na:
- bezpośrednie (sędzia ma bezpośrednio stwierdzić prawdziwość jakiegoś twierdzenia),
- pośrednie (sędzia wnioskuje o prawdziwości danego twierdzenia na podstawie pewnych przesłanek logicznych).

Dowody są stopniowalne. Według innego podziału dowody dzieli się na rzeczowe (oględziny wszelkich przedmiotów; dowód z dokumentów, o ile przedmiotem badania jest sam dokument, a nie jego treść) i osobowe (sąd bada fakty z pomocą zeznań osób – świadków, biegłych, stron procesowych). Dowody osobowe dzielą się na ustne i pisemne. Dokumenty zaliczają się do dowodów osobowych pisemnych.
Przedmiotem dowodu są fakty mające dla rozstrzygnięcia sprawy istotne znaczenie. Fakty powszechnie znane nie wymagają dowodu. Tak samo wygląda sytuacja z faktami znanymi sądowi urzędowo, jednak sąd powinien na rozprawie zwrócić na nie uwagę stron. Nie wymagają dowodu fakty przyznane w toku postępowania przez stronę przeciwną, jeżeli przyznanie nie budzi wątpliwości. Gdy strona nie wypowie się co do twierdzeń strony przeciwnej o faktach, sąd, mając na uwadze wyniki całej rozprawy, może fakty te uznać za przyznane.
Domniemanie faktyczne oznacza, że sąd może uznać za ustalone fakty mające istotne znaczenie dla rozstrzygnięcia sprawy, jeżeli wniosek taki można wyprowadzić z innych ustalonych faktów.
Strony są obowiązane wskazywać dowody dla stwierdzenia faktów, z których wywodzą skutki prawne. Sąd może dopuścić dowód nie wskazany przez stronę.
Sąd ocenia wiarygodność i moc dowodów według własnego przekonania, na podstawie wszechstronnego rozważenia zebranego materiału. Sąd oceni na tej samej podstawie, jakie znaczenie nadać odmowie przedstawienia przez stronę dowodu lub przeszkodom stawianym przez nią w jego przeprowadzeniu wbrew postanowieniu sądu.
Domniemania prawne to domniemania ustanowione przez prawo. Wiążą sąd, jednak mogą być obalone, ilekroć ustawa tego nie wyłącza.

## Postępowanie dowodowe
Postępowanie dowodowe odbywa się przed sądem orzekającym, chyba że sprzeciwia się temu charakter dowodu albo wzgląd na poważne niedogodności lub niewspółmierności kosztów w stosunku do przedmiotu sporu. W takich wypadkach sąd orzekający zleci przeprowadzenie dowodu jednemu ze swych członków (sędzia wyznaczony) albo innemu sądowi (sąd wezwany).
Niestawiennictwo stron na termin nie wstrzymuje przeprowadzenia dowodu, chyba że obecność stron lub jednej z nich okaże się konieczna.
Sąd nie jest związany swym postanowieniem dowodowym i może je stosownie do okoliczności uchylić lub zmienić. Sędzia wyznaczony i sąd wezwany mogą uzupełnić na wniosek strony postanowienie sądu orzekającego przez przesłuchanie nowych świadków na fakty wskazane w tym postanowieniu. Sąd orzekający może zarządzić powtórzenie lub uzupełnienie postępowania dowodowego.

## Środki dowodowe

### Dokumenty urzędowe i prywatne
Dokumenty urzędowe, sporządzone w przepisanej formie przez powołane do tego organy władzy publicznej i inne organy państwowe w zakresie ich działania, stanowią dowód tego, co zostało w nich urzędowo zaświadczone. Analogicznie wygląda sprawa z dokumentami urzędowymi sporządzonymi przez inne podmioty w zakresie zleconych im przez ustawę spraw z dziedziny administracji publicznej.
Strona, która zaprzeczyła prawdziwości dokumenty urzędowego albo twierdzi, że zawarte w nim oświadczenia organu, od którego dokument ten pochodzi, są niezgodne z prawdą, powinna okoliczności te udowodnić. Jeżeli strona zaprzecza prawdziwości dokument albo twierdzi, że zawarte w nim oświadczenie osoby, która je podpisała, od niej nie pochodzi, obowiązana jest okoliczności te udowodnić. Jeżeli jednak spór dotyczy dokumentu prywatnego pochodzącego od innej osoby niż strona zaprzeczająca, prawdziwość dokumentu powinna udowodnić strona, która chce z niego skorzystać.
Za nieuzasadnioną odmowę przedstawienia dokumentu przez osobę trzecią sąd, po wysłuchaniu jej oraz stron co do zasadności odmowy, skaże osobę trzecią na grzywnę. Osoba trzecia ma prawo żądać zwrotu wydatków połączonych z przedstawieniem dokumentu.
Dokument prywatny stanowi dowód tego, że osoba, która go podpisała, złożyła oświadczenie zawarte w dokumencie.
Od zasady pierwszeństwa dokumentu istnieją pewne wyjątki:
- Jeżeli ustawa lub umowa stron wymaga dla czynności prawnej zachowania formy pisemnej, dowód ze świadków lub z przesłuchania stron w sprawie między uczestnikami tej czynności na fakt jej dokonania jest dopuszczalny w wypadku, gdy dokument obejmujący czynność został zgubiony, zniszczony lub zabrany przez osobę trzecią, a jeżeli forma pisemna była zastrzeżona tylko dla celów dowodowych, także w wypadkach określonych w kodeksie cywilnym[272].
- Dowód ze świadków lub z przesłuchania stron przeciwko osnowie lub ponad osnowę dokumentu obejmującego czynność prawną może być dopuszczony między uczestnikami tej czynności tylko w wypadkach, gdy nie doprowadzi to do obejścia przepisów o formie zastrzeżonej pod rygorem nieważności i gdy ze względu na szczególne okoliczności sprawy sąd uzna to za konieczne[273].

Każdy obowiązany jest przedstawić na zarządzenie sądu w oznaczonym terminie i miejscu dokument znajdujący się w jego posiadaniu i stanowiący dowód faktu istotnego dla rozstrzygnięcia sprawy, chyba że dokument zawiera tajemnicę państwową. Od powyższego obowiązku może uchylić się ten, kto co do okoliczności objętych treścią dokumentu mógłby jako świadek odmówić zeznania albo kto posiada dokument w imieniu osoby trzeciej, która mogłaby z takich samych przyczyn sprzeciwić się przedstawieniu dokumentu. Jednakże i wówczas nie można odmówić przedstawienia dokumentu, gdy jego posiadacz lub osoba trzecia obowiązani są do tego względem chociażby jednej ze stron albo gdy dokument wystawiony jest w interesie strony, która żąda przeprowadzenia dowodu. Strona nie może ponadto odmówić przedstawienia dokumentu, jeżeli szkoda, na którą byłaby przez to narażona, polega na przegraniu procesu.
Sąd oceni na podstawie okoliczności poszczególnego wypadku, czy i o ile dokument zachowuje moc dowodową pomimo przekreśleń, podskrobań lub innych uszkodzeń.

### Świadkowie
Świadkami nie mogą być:
- osoby niezdolne do spostrzegania lub komunikowania swych spostrzeżeń,
- wojskowi i urzędnicy nie zwolnieni od zachowania tajemnicy służbowej, jeżeli ich zeznanie miałoby być połączone z jej naruszeniem,
- przedstawiciele ustawowi stron oraz osoby, które mogą być przesłuchane w charakterze strony jako organy osoby prawnej lub innej organizacji mającej zdolność sądową,
- współuczestnicy jednolici[276],
- mediator co do faktów o których dowiedział się w związku z prowadzeniem mediacji, chyba że strony zwolnią go z obowiązku zachowania tajemnicy mediacji[277].

### Dowód z przesłuchania stron
Jeżeli po wyczerpaniu środków dowodowych lub w ich braku pozostały niewyjaśnione fakty istotne dla rozstrzygnięcia sprawy, sąd dla wyjaśnienia tych faktów zarządzi dowód z przesłuchania stron.
Za osobę prawną sąd przesłuchuje osoby wchodzące w skład organu uprawnionego do jej reprezentowania, przy czym sąd decyduje, czy przesłuchać wszystkie te osoby, czy też niektóre z nich. Za Skarb Państwa sąd może przesłuchać w charakterze strony osoby powołane do reprezentowania państwowej jednostki organizacyjnej, z której działalnością wiąże się dochodzone roszczenie, lub inne wskazane osoby.
Jeżeli powództwo jest wytoczone przez prokuratora lub organizację pozarządową na rzecz oznaczonej osoby, przesłuchuje się w charakterze strony powodowej tę osobę, chociażby nie przystąpiła ona do sprawy.
Gdy z przyczyn natury faktycznej lub prawnej przesłuchać można co do okoliczności spornych jedną tylko stronę, sąd oceni, czy mimo to należy przesłuchać tę stronę, czy też dowód ten pominąć w zupełności. Sąd postąpi tak samo, gdy druga strona lub niektórzy ze współuczestników nie stawili się na przesłuchanie stron lub odmówili zeznań. W sprawach osób znajdujących się pod władzą rodzicielską, opieką lub kuratelą od uznania sądu zależy przesłuchanie bądź samej strony, bądź jej przedstawiciela ustawowego, bądź też obojga.
Sąd przesłucha najpierw strony bez odbierania przyrzeczenia. Jeżeli przesłuchanie to nie wyświetli dostatecznie faktów, sąd może przesłuchać według swego wyboru jedną ze stron ponownie, po uprzednim odebraniu od niej przyrzeczenia. Przesłuchanie jednej ze stron co do pewnego faktu z odebraniem od niej przyrzeczenia nie wyłącza takiego przesłuchania drugiej strony co do innego faktu.
Przed przystąpieniem do przesłuchania sąd uprzedza strony, że obowiązane są zeznawać prawdę i że stosownie do okoliczności mogą być przesłuchane po odebraniu od nich przyrzeczenia. Przed odebraniem przyrzeczenia sąd uprzedza stronę o odpowiedzialności za złożenie fałszywych zeznań.

### Biegli
W wypadkach wymagających wiadomości specjalnych sąd po wysłuchaniu wniosków stron co do liczby biegłych i ich wyboru może wezwać jednego lub biegłych w celu zasięgnięcia ich opinii. Sąd orzekający może pozostawić prawo wyboru biegłego sędziemu wyznaczonemu lub sądowi wezwanemu. Sąd oznaczy, czy opinia ma być przedstawiona ustnie, czy na piśmie.
Osoba wyznaczona na biegłego może nie przyjąć włożonego na nią obowiązku z przyczyn, jakie uprawniają świadka do odmowy zeznać, a ponadto z powodu przeszkody, która uniemożliwia jej wydanie opinii.
Aż do ukończenia czynności biegłego strona może żądać jego wyłączenia z przyczyn, z jakich można żądać wyłączenia sędziego. Gdy strona zgłasza wniosek o wyłączenie biegłego po rozpoczęciu przez niego czynności obowiązana jest uprawdopodobnić, że przyczyna wyłączenia powstała później lub przedtem nie była jej znana.
Opinia biegłego powinna zawierać uzasadnienie. Biegli mogą złożyć opinię łącznią. Jeżeli biegły nie może na razie udzielić wyczerpującej opinii, sąd wyznaczy termin dodatkowy do jej przesłuchania.
Sąd może zażądać ustnego wyjaśnienia opinii złożonej na piśmie i, w razie potrzeby, może zażądać dodatkowej opinii od tych samych lub innych biegłych.
Sąd może zażądać opinii odpowiedniego instytutu naukowego lub naukowo-badawczego. Sąd może zażądać od instytutu dodatkowych wyjaśnień bądź pisemnych, bądź ustnych przez wyznaczoną do tego osobę, może też zarządzić złożenie dodatkowej opinii przez ten same lub inny instytut. W opinii instytutu należy wskazać osoby, które przeprowadziły badanie i wydały opinię. Instytut naukowy lub naukowo-badawczy może żądać wynagrodzenia za wykonaną pracę i za stawiennictwo swoich przedstawicieli.

### Oględziny
Sąd może zarządzić, że oględziny odbywają się z udziałem lub bez udziału biegłych. Może też zarządzić, w zależności od okoliczności, o połączeniu oględzin z przesłuchaniem świadków.

### Inne środki dowodowe
Sąd może dopuścić dowód z grupowego badania krwi. Pobranie krwi w celu jej badania może nastąpić tylko za zgodą osoby, której krew ma być pobrana, a jeżeli osoba ta nie ukończyła trzynastu lat lub jej ubezwłasnowolniona całkowicie – za zgodą jej przedstawiciela ustawowego.
Sąd może dopuścić dowód z filmu, telewizji, fotokopii, fotografii, planów, rysunków oraz płyt lub taśm dźwiękowych i innych przyrządów utrwalających albo przenoszących obrazy lub dźwięki. Dowody te sąd przeprowadza, stosując odpowiednio przepisy o dowodzie z oględzin oraz o dowodzie z dokumentów.

## Postanowienia
Jeżeli kodeks postępowania cywilnego nie przewiduje wydania wyroku lub nakazu zapłaty; sąd wydaje postanowienie
Postanowienie wydane na posiedzeniu niejawnym wiążą sąd od chwili, w której zostało podpisane wraz z uzasadnieniem, jeżeli zaś sąd postanowienia nie uzasadnia, od chwili podpisania sentencji.
Postanowienia niekończące postępowania w sprawie mogą być uchylane i zmieniane wskutek zmiany okoliczności sprawy, chociażby były zaskarżone, a nawet prawomocne. Takie postanowienia mogą być zmieniane lub uchylane także wtedy, gdy zostały wydane na podstawie aktu normatywnego uznanego przez Trybunał Konstytucyjny za niezgodny z Konstytucją, ratyfikowaną umową międzynarodową lub ustawą. Sąd nie jest związany swym postanowieniem dowodowym i może je stosownie do okoliczności uchylić lub zmienić. Sędzia wyznaczony i sąd wezwany mogą uzupełnić na wniosek strony postanowienie sądu orzekającego przez przesłuchanie nowych świadków na fakty wskazane w tym postanowieniu.

## Wyroki

### Wyrok częściowy
Wyrok częściowy może być wydany przez sąd, jeżeli do rozstrzygnięcia nadaje się tylko część żądania lub niektóre z żądań pozwu; to samo dotyczy powództwa wzajemnego. Na tej samej podstawie sąd może wydać wyrok częściowy, rozstrzygając o całości żądania powództwa głównego lub wzajemnego.

### Wyrok wstępny
Sąd, uznając roszczenie za usprawiedliwione w zasadzie, może wydać wyrok wstępny tylko co do samej zasady, co do spornej zaś wysokości żądania – zarządzić bądź dalszą rozprawę, bądź jej odroczenie. W razie zarządzenia dalszej rozprawy, wyrok co do wysokości żądania, jak również rozstrzygnięcie co do kosztów może zapaść dopiero po uprawomocnieniu się wyroku wstępnego. Wyrok wstępny może zapaść tylko w pierwszej instancji, jest zawsze samoistny i podlega apelacji, nie wydaje w nim sąd rozstrzygnięcia o kosztach procesu i nie nadaje mu rygoru natychmiastowej wykonalności.
Jeżeli pozwany ponosi odpowiedzialność z określonych przedmiotów majątkowych albo do wysokości ich wartości, sąd może, nie wymieniając tych przedmiotów ani ich wartości, uwzględnić powództwo zastrzegając pozwanemu prawo do powołania się w toku postępowania egzekucyjnego na ograniczenie odpowiedzialności. W szczególnie uzasadnionych wypadkach sąd może w wyroku rozłożyć na raty zasądzone świadczenie, a w sprawach o wydanie nieruchomości lub o opróżnienie pomieszczenia – wyznaczyć odpowiedni termin do spełnienia tego świadczenia.
Jeżeli w sprawie o naprawienie szkody, o dochody, zwrot bezpodstawnego wzbogacenia lub o świadczenie z umowy o dożywocie sąd uzna, że ścisłe udowodnienie wysokości żądania jest niemożliwe lub nader utrudnione, może w wyroku zasądzić odpowiednią sumę według swej oceny, opartej na rozważeniu wszystkich okoliczności sprawy.

### Wyrok końcowy
Jest wydawany, jeżeli wcześniej zapadł wyrok częściowy lub wstępny. W wyroku końcowym wydaje się rozstrzygnięcie o kosztach postępowania.

### Wyrok uzupełniający
Strona może w ciągu dwóch tygodni od ogłoszenia wyroku, a gdy doręczenie wyroku następuje z urzędu – od jego doręczenia, zgłosić wniosek o uzupełnienie wyroku, jeżeli sąd nie orzekł o całości żądania, o natychmiastowej wykonalności albo nie zamieścił w wyroku dodatkowego orzeczenia, którego według przepisów ustawy powinien był zamieścić z urzędu. Wniosek o uzupełnienie wyroku co do zwrotu kosztów lub natychmiastowej wykonalności sąd może rozpoznać na posiedzeniu niejawnym. Orzeczenie uzupełniające wyrok zapada w postaci wyroku, chyba że uzupełnienie dotyczy wyłącznie zwrotu kosztów lub natychmiastowej wykonalności.

### Wyrok zaoczny
Jeżeli pozwany nie stawił się na posiedzenie wyznaczone na rozprawę albo mimo stawienia się nie bierze udziału w rozprawie, sąd wyda wyrok zaoczny. W tym wypadku przyjmuje się za prawdziwe twierdzenia powoda o okolicznościach faktycznych przytoczonych w pozwie lub w pismach procesowych doręczonych pozwanemu przed rozprawą, chyba że budzą one uzasadnione wątpliwości albo zostały przytoczone w celu obejścia prawa.
Wyrok wydany w nieobecności pozwanego nie będzie zaoczny, jeżeli pozwany żądał przeprowadzenia rozprawy w swej nieobecności albo składał już w sprawie wyjaśnienia ustnie lub na piśmie.
W razie nienadejścia dowodu doręczenia na dzień rozprawy sąd może w ciągu następnych dwóch tygodni wydać na posiedzeniu niejawnym wyrok zaoczny, jeżeli w tym czasie otrzyma dowód doręczenia. Wyrok taki wiąże sąd od chwili podpisania sentencji.
Pozwany przeciwko któremu zapadł wyrok zaoczny, może złożyć sprzeciw w ciągu tygodnia od doręczenia mu wyroku. W piśmie zawierającym sprzeciw pozwany powinien przytoczyć zarzuty przeciwko żądaniu pozwu oraz fakty i dowody oraz ich uzasadnienie. Sprzeciw złożony po terminie oraz sprzeciw, którego braków strona w wyznaczonym terminie nie uzupełniła, a także sprzeciw nieopłacony, sąd odrzuca na posiedzeniu niejawnym. Jeżeli sprzeciw został złożony prawidłowo, przewodniczący wyznacza termin rozprawy i zarządza doręczenie sprzeciwu powodowi.
Na wniosek pozwanego sąd zawiesi rygor natychmiastowej wykonalności nadany wyrokowi zaocznemu, jeżeli wyrok ten został wydany z naruszeniem przepisów o dopuszczalności jego wydania albo jeżeli pozwany uprawdopodobni, że jego niestawiennictwo było nie zawinione, a przedstawione w sprzeciwie okoliczności wywołują wątpliwości co od zasadności wyroku zaocznego.
Po ponownym rozpoznaniu sprawy sąd wydaje wyrok, którym wyrok zaoczny w całości lub części utrzymuje w mocy albo uchyla go i orzeka o żądaniu pozwu, bądź też pozew odrzuca lub postępowanie umarza.
W razie cofnięcia sprzeciwu sąd, jeżeli uzna, że cofnięcie jest dopuszczalne, umarza postępowanie wywołane wniesieniem sprzeciwu i orzeka o kosztach jak przy cofnięciu pozwu. Wyrok zaoczny staje się prawomocny. Sąd może uznać za niedopuszczalne cofnięcie pozwu tylko wtedy, gdy okoliczności sprawy wskazują, że byłoby to sprzeczne z prawem lub zasadami współżycia społecznego albo zmierzają do obejścia prawa.

## Wydanie wyroku
Wydając wyrok sąd bierze pod uwagę stan z chwili wyrokowania. Wyrok może być wydany jedynie przez sędziów, przed którymi odbyła się rozprawa poprzedzająca bezpośrednio wydanie wyroku.
Wyrok może być wydany jedynie przez sędziów, przed którymi odbyła się rozprawa poprzedzająca bezpośrednio wydanie wyroku. Sąd wydaje wyrok po niejawnej naradzie sędziów. Na naradę składają się dyskusja, głosowanie nad mającym zapaść orzeczeniem i zasadniczymi powodami rozstrzygnięcia oraz spisanie sentencji wyroku. Przewodniczący zbiera głosy sędziów według ich starszeństwa służbowego, a ławników według ich wieku, poczynając od najmłodszego, sam zaś głosuje ostatni. Sprawozdawca, jeżeli jest wyznaczony, głosuje pierwszy. Wyrok zapada większością głosów. Sędzia, który przy głosowaniu nie zgodził się z większością, może przy podpisywaniu sentencji zgłosić zdanie odrębne i obowiązany jest uzasadnić je na piśmie przed podpisaniem uzasadnienia. Sentencję wyroku podpisuje cały skład sądu.
Ogłoszenie wyroku powinno nastąpić na posiedzeniu, na którym zamknięto rozprawę. Jednakże w sprawie zawiłej sąd może odroczyć ogłoszenie wyroku na czas do dwóch tygodni. W postanowieniu o odroczeniu sąd powinien wyznaczyć termin ogłoszenia wyroku i ogłosić go niezwłocznie po zamknięciu rozprawy. Ogłoszenie wyroku następuje na posiedzeniu jawnym. Nieobecność stron nie wstrzymuje ogłoszenia. Jeżeli ogłoszenie było odroczone, może go dokonać sam przewodniczący. Ogłoszenie wyroku dokonuje się przez odczytanie sentencji. Po ogłoszeniu sentencji przewodniczący lub sędzia sprawozdawca podaje ustnie zasadnicze powody rozstrzygnięcia, może jednak tego zaniechać, jeżeli sprawa była rozpoznawana przy drzwiach zamkniętych
Ogłoszenie wyroku nie podpisanego przez wszystkich sędziów czy ławników jest uchybieniem procesowym i może być podstawą do zaskarżenia wyroku. Doktryna stoi na stanowisku, że wyrok nie ogłoszony, jako orzeczenie nieistniejące, nie podlega zaskarżeniu; orzecznictwo w tej kwestii nie jest jednolite.
Uzasadnienie wyroku sporządza się na żądanie strony, zgłoszone w terminie tygodniowym od dnia ogłoszenia sentencji, a w wypadku strony działającej bez adwokata, radcy prawnego lub rzecznika patentowego, która na skutek pozbawienia wolności była nieobecna przy ogłoszeniu wyroku – od dnia doręczenia sentencji wyroku. Żądanie spóźnione sąd odrzuci na posiedzeniu niejawnym. Sąd sporządza uzasadnienie wyroku również wówczas, gdy wyrok został zaskarżony w ustawowym terminie oraz gdy wniesiono skargę o stwierdzenie niezgodności z prawem prawomocnego orzeczenia.
Uzasadnienie wyroku powinno zawierać wskazanie podstawy faktycznej rozstrzygnięcia oraz wyjaśnienie podstawy prawnej wyroku z przytoczeniem przepisów prawa. Do podstawy faktycznej rozstrzygnięcia należy:
- ustalenie faktów, które sąd uznał za udowodnione,
- dowody, na których się oparł,
- przyczyny, dla których innym odmówił wiarygodności i mocy dowodowej[321].

Stronie działającej bez adwokata, radcy prawnego lub rzecznika patentowego, obecnej przy ogłoszeniu wyroku, przewodniczący udzieli wskazówek co do sposobu i terminów wniesienia środka zaskarżenia. Jeżeli zastępstwo stron przez adwokatów lub radców prawnych jest obowiązkowe, należy pouczyć stronę o treści przepisów o obowiązkowym zastępstwie oraz o skutkach niezastosowania się do tych przepisów.
Stronie działającej bez adwokata, radcy prawnego lub rzecznika patentowego, która na skutek pozbawienia wolności była nieobecna przy ogłoszeniu wyroku, sąd z urzędu w ciągu tygodnia od dnia ogłoszenia wyroku doręcza odpis jego sentencji z pouczeniem o terminie i sposobie wniesienia środka zaskarżenia.
Sąd sporządza uzasadnienie wyroku w terminie dwutygodniowym od dnia złożenia wniosku o sporządzenie uzasadnienia, a gdy wniosek taki nie był zgłoszony – od dnia zaskarżenia wyroku lub wniesienia skargi o stwierdzenie niezgodności z prawem prawomocnego orzeczenia. W sprawie zawiłej, w razie niemożności sporządzenia uzasadnienia w terminie, prezes sądu może przedłużyć ten termin na czas oznaczony, nie dłuższy niż trzydzieści dni.
Apelację wnosi się do sądu, który wydał zaskarżony wyrok, w terminie dwutygodniowym od doręczenia stronie skarżącej wyroku z uzasadnieniem. Jeżeli strona nie zażądała uzasadnienia wyroku w terminie tygodniowym od ogłoszenia sentencji, termin do wniesienia apelacji biegnie od dnia, w którym upłynął termin do żądania uzasadnienia.
Wyrok z uzasadnieniem doręcza się tylko tej stronie, która zażądała sporządzenia uzasadnienia. Sąd jest związany wydanym wyrokiem od chwili jego ogłoszenia. Jednakże w razie cofnięcia pozwu przed uprawomocnieniem się wyroku i przed jego zaskarżeniem z jednoczesnym zrzeczeniem się dochodzonego roszczenia, a za zgodą pozwanego również bez takiego zrzeczenia, sąd pierwszej instancji uchyli swój wyrok i postępowanie w sprawie umorzy, jeżeli uzna cofnięcie takie za dopuszczalne.

## Rygor natychmiastowej wykonalności
Sąd z urzędu nada wyrokowi przy jego wydaniu rygor natychmiastowej wykonalności, jeżeli:
- zasądza alimenty – odnośnie do rat płatnych po dniu wniesienia powództwa, a co do rat płatnych przed wniesieniem powództwa za okres nie dłuższy niż trzy miesiące;
- zasądza roszczenie uznane przez pozwanego;
- wyrok uwzględniający powództwo jest zaoczny[327].

Sąd może nadać wyrokowi przy jego wydaniu rygor natychmiastowej wykonalności, jeżeli zasądza należność z wekslu, czeku, warrantu, rewersu, dokumentu urzędowego lub dokumentu prywatnego, którego prawdziwość nie została zaprzeczona, oraz jeżeli uwzględnia powództwo o naruszenie posiadania. Sąd może również na wniosek nadać wyrokowi nadającemu się do wykonania w drodze egzekucji rygor natychmiastowej wykonalności, gdyby opóźnienie uniemożliwiało lub znacznie utrudniało wykonanie wyroku albo narażało powoda na szkodę.
Zasądzając należność pracownika w sprawach z zakresu prawa pracy, sąd z urzędu nada wyrokowi przy jego wydaniu rygor natychmiastowej wykonalności w części nie przekraczającej pełnego jednomiesięcznego wynagrodzeniach pracownika.
Rygor natychmiastowej wykonalności obowiązuje od chwili ogłoszenia wyroku lub postanowienia, którym go nadano, a gdy ogłoszenia nie było – od chwili podpisania sentencji orzeczenia.

## Prawomocność orzeczeń sądowych
W literaturze odróżnia się prawomocność formalną i materialną. Formalna oznacza niemożność zmiany rozstrzygnięcia zawartego w orzeczeniu sądowym za pomocą zwykłych środków odwoławczych. Materialna dotyczy skutków prawnych rozstrzygnięcia ze względu na jego treść zawartą w orzeczeniu sądowym.
Orzeczenie sądu staje się prawomocne, jeżeli nie przysługuje co do niego środek odwoławczy lub inny środek zaskarżenia. Mimo niedopuszczalności odrębnego zaskarżenia nie stają się prawomocne postanowienia podlegające rozpoznaniu przez sąd drugiej instancji, gdy sąd ten rozpoznaje sprawę, w której je wydano. Jeżeli zaskarżono tylko część orzeczenia, staje się ono prawomocne w części pozostałej z upływem terminu do zaskarżenia, chyba że sąd drugiej instancji może z urzędu rozpoznać sprawę także w tej części. Sąd drugiej instancji, na wniosek strony, rozpoznaje również te postanowienia sądu pierwszej instancji, które nie podlegają zaskarżeniu w drodze zażalenia, a miały wpływ na rozstrzygnięcie sprawy.
Orzeczenie prawomocne wiąże nie tylko strony i sąd, który je wydał, ale również inne sądy oraz inne organy państwowe i organy administracji publicznej, a w wypadkach przewidzianych w ustawie także inne osoby. Kodeks postępowania karnego określa w jakim zakresie orzeczenia sądu cywilnego nie wiążą sądu w postępowaniu karnym.
Wyrok prawomocny ma powagę rzeczy osądzonej tylko co do tego, co w związku z podstawą sporu stanowiło przedmiot rozstrzygnięcia, a ponadto tylko między tymi samymi stronami.
Prawomocność orzeczenia stwierdza na wniosek strony sąd pierwszej instancji, a dopóki akta sprawy znajdują się w sądzie drugiej instancji – ten sąd. Stwierdzenia dokonuje sąd jednoosobowo. Postanowienie w tej sprawie może wydać również referendarz sądowy.

## Postępowania odrębne

### Postępowanie w sprawach małżeńskich
W postępowaniu w sprawach małżeńskich rozpatruje się sprawy:
- o unieważnienie małżeństwa,
- o ustalenie istnienia lub nieistnienia małżeństwa,
- o rozwód,
- o separację na żądanie jednego z małżonków[338].

Do reprezentowania strony konieczne jest pełnomocnictwo do prowadzenia danej sprawy. Posiedzenia odbywają się przy drzwiach zamkniętych, chyba że obie strony żądają publicznego rozpoznania sprawy, a sąd uzna, że jawność nie zagraża moralności.
Rozprawa odbywa się bez względu na niestawiennictwo jednej ze stron. Jednakże w razie nie usprawiedliwionego niestawiennictwa powoda na pierwsze posiedzenie sądowe wyznaczone w celu przeprowadzenia rozprawy, postępowanie ulega zwieszeniu, chyba że prokurator popiera żądanie unieważnienia albo ustalenia istnienia lub nieistnienia małżeństwa. Podjęcie postępowania następuje na wniosek powoda, nie wcześniej jednak niż upływie trzech miesięcy od dnia zawieszenia postępowania. W razie niezgłoszenia takiego wniosku w ciągu roku po zawieszeniu, sąd umorzy postępowanie. Umorzenie wywołuje takie same skutki, jak umorzenie postępowania zawieszonego na zgodny wniosek stron lub z powodu ich niestawiennictwa.
Małoletni, którzy nie ukończyli lat trzynastu, a zstępni stron, którzy nie ukończyli lat siedemnastu, nie mogą być przesłuchiwani w charakterze świadków.
W sprawach małżeńskich nie można oprzeć rozstrzygnięcia wyłącznie na uznaniu powództwa lub przyznaniu okoliczności faktycznych; tak więc nie ma w takiej sytuacji możliwości wydania wyroku zaocznego.
W każdej sprawie o rozwód lub o separację sąd zarządza przeprowadzenie dowodu z przesłuchania stron. W innych sprawach sąd nie może odmówić dopuszczenia takiego dowodu, jeżeli strona go powołała. W sprawach osób znajdujących się pod władzą rodzicielską, opieką lub kuratelą od uznania sądu zależy przesłuchanie strony, bądź jej przedstawiciela ustawowego, bądź też obojga.
Sąd może zarządzić przeprowadzenie przez wyznaczoną osobę wywiadu środowiskowego w celu ustalenia warunków, w których żyją i wychowują się dzieci stron.
Wyrok prawomocny ma skutek wobec osób trzecich. Nie dotyczy to części orzekającej o prawach i roszczeniach majątkowych poszukiwanych łącznie z prawami niemajątkowymi.

#### Sprawy o rozwód i separację
Jeżeli istnieją widoki na utrzymanie małżeństwa, sąd może skierować strony do mediacji. Skierowanie to jest możliwe także wtedy, gdy postępowanie zostało zawieszone. Przepisy o mediacji stosuje się odpowiednio, z tym że przedmiotem mediacji może być także pojednanie małżonków. Jeżeli strony nie uzgodniły osoby mediatora, sąd kieruje je do stałego mediatora posiadającego wiedzę teoretyczną, w szczególności posiadającego wykształcenie z zakresu psychologii, pedagogiki, socjologii lub prawa oraz umiejętności praktyczne w zakresie prowadzenia mediacji w sprawach rodzinnych.
Powództwo wzajemne o rozwód i o separację jest niedopuszczalne. W czasie trwania procesu o rozwód lub o separację nie może być wszczęta odrębna sprawa o rozwód albo o separację. Strona pozwana w sprawie o rozwód może jednak żądać rozwodu albo separacji. Strona pozwana w sprawie o separację może również żądać rozwodu albo separacji.
Jeżeli pozwany uznaje żądanie pozwu a małżonkowie nie mają wspólnych małoletnich dzieci, sąd może ograniczyć postępowanie dowodowe do przesłuchania stron. W razie śmierci jednego z małżonków postępowanie umarza się.

### Postępowanie w sprawach ze stosunków między rodzicami a dziećmi
Prokurator:
- w sprawach o ustalenie macierzyństwa albo ojcostwa, wytaczając powództwo, wskazuje w pozwie dziecko, na którego rzecz wytacza powództwo, oraz pozywa odpowiednio matkę dziecka albo domniemanego ojca, a jeżeli osoby te nie żyją – kuratora ustanowionego na ich miejsce,
- w sprawach o zaprzeczenie macierzyństwa, wytaczając powództwo, pozywa kobietę wpisaną jako matka w akcie urodzenia dziecka, mężczyznę, którego ojcostwo zostało ustalone z uwzględnieniem jej macierzyństwa, oraz dziecko, a jeżeli osoby te nie żyją – kuratora ustanowionego na ich miejsce,
- w sprawach o zaprzeczenie ojcostwa, wytaczając powództwo, pozywa męża matki dziecka, a jeżeli ten nie żyje – kuratora ustanowionego na jego miejsce, matkę dziecka, jeżeli ta żyje, oraz dziecko, a jeżeli dziecko nie żyje – kuratora ustanowionego na jego miejsce,
- w sprawach o ustalenie bezskuteczności uznania ojcostwa, wytaczając powództwo, pozywa dziecko, a jeżeli dziecko nie żyje – kuratora ustanowionego na jego miejsce oraz mężczyznę, który uznał ojcostwo, a jeżeli ten nie żyje – kuratora ustanowionego na jego miejsce, a także matkę dziecka, jeżeli ta żyje,
- w sprawach o rozwiązanie przysposobienia, wytaczając powództwo, pozywa przysposabiającego i przysposobionego[350].

Rozprawa odbywa się bez względu na niestawiennictwo jednej ze stron.
Postępowanie umarza się w razie śmierci jednej ze stron, a jeżeli w charakterze tej samej strony występuje kilka osób, w razie śmierci wszystkich tych osób, z zastrzeżeniem poniższych wypadków.
- W sprawie o ustalenie lub zaprzeczenie macierzyństwa, ustalenie ojcostwa mężczyzny, który nie jest mężem matki, wytoczonej przez dziecko albo matkę, jak również w sprawie wytoczonej przez dziecko bądź przeciwko mężowi jego matki o zaprzeczenie ojcostwa, bądź przeciwko mężczyźnie, który uznał ojcostwo, o ustalenie bezskuteczności uznania ojcostwa, postępowanie zawiesza się w razie śmierci tych pozwanych do czasu ustanowienia przez sąd orzekający kuratora, który wstępuje do sprawy na miejsce zmarłego. To samo stosuje się w sprawie o rozwiązanie przysposobienia w razie śmierci przysposabiającego.
- W sprawie o ustalenie lub zaprzeczenie macierzyństwa, ustalenie lub zaprzeczenie ojcostwa oraz ustalenie bezskuteczności uznania ojcostwa postępowanie zawiesza się w razie śmierci dziecka, które było pozwanym w sprawie, do czasu ustanowienia przez sąd orzekający kuratora, który wstępuje do sprawy na miejsce zmarłego dziecka. W razie śmierci dziecka, które było powodem w sprawie, postępowanie zawiesza się, a jeżeli zstępni dziecka w ciągu sześciu miesięcy od dnia wydania postanowienia o zawieszeniu postępowania nie zgłoszą wniosku o jego podjęcie, sąd postępowanie umorzy[352].

W sprawach o zaprzeczenie pochodzenia dziecka lub o ustalenie bezskuteczności uznania ojcostwa, albo o rozwiązanie przysposobienia prokuratorowi należy doręczyć odpis pozwu i zawiadomić go o terminie rozprawy.
Istnieją też uregulowania wspólne dla postępowania w sprawach między rodzicami a dziećmi oraz dla postępowania w sprawach małżeńskich.
- Do reprezentowania strony konieczne jest pełnomocnictwo, udzielone do prowadzenia danej sprawy[339].
- Jeżeli strona wezwana do osobistego stawiennictwa nie stawi się bez usprawiedliwionych powodów na posiedzenie, sąd może skazać ją na grzywnę według przepisów o niestawiennictwie świadka, nie może jednak nakazać przymusowego sprowadzenia jej do sądu[355]. Nie stosuje się tego przepisu jeżeli jednocześnie z ustaleniem ojcostwa dochodzi się związanych z tym roszczeń majątkowych.
- Nie można oprzeć rozstrzygnięcia wyłącznie na uznaniu powództwa lub przyznaniu okoliczności faktycznych[356].
- Sąd może zarządzić przeprowadzenie przez wyznaczoną osobę wywiadu środowiskowego w celu ustalenia warunków, w których żyją i wychowują się dzieci stron[344].
- Wyrok prawomocny ma skutek wobec osób trzecich. Nie dotyczy to części orzekającej o prawach i roszczeniach majątkowych poszukiwanych łącznie z prawami niemajątkowymi[345].

### Postępowanie w sprawach z zakresu prawa pracy i ubezpieczeń społecznych
Powództwo w sprawach z zakresu pracy może być wytoczone:
- przed sąd właściwości ogólnej pozwanego
- bądź przed sąd, w którego okręgu praca jest, była lub miała być wykonywana.

Do właściwości sądów rejonowych, bez względu na wartość przedmiotu sporu, należą sprawy z zakresu prawa pracy:
- o ustalenie istnienia stosunku pracy,
- o uznanie bezskuteczności wypowiedzenia stosunku pracy,
- o przywrócenie do pracy i przywrócenie poprzednich warunków pracy lub płacy,
- łącznie z nimi dochodzone roszczenia i odszkodowanie w przypadku nieuzasadnionego lub naruszającego przepisy wypowiedzenia oraz rozwiązania stosunku pracy,
- sprawy dotyczące kar porządkowych i świadectwa pracy oraz roszczenia z tym związane.

W sprawach z zakresu ubezpieczeń społecznych właściwy jest sąd, w którego obszarze właściwości ma miejsce zamieszkania albo siedzibę strona odwołująca się od decyzji wydanej przez organ rentowy lub orzeczenia wydanego przez wojewódzki zespół do spraw orzekania o niepełnosprawności, jak również występująca z żądaniem w pozostałych sprawach z zakresu ubezpieczeń społecznych wymienionych w art. 476 § 3 kpc. Jeżeli na tej podstawie nie można ustalić sądu właściwego, właściwy jest sąd, w którego obszarze właściwości ma siedzibę organ rentowy, a w sprawie, w której występuje wymieniony w tym przepisie organ inny niż rentowy – ten organ.
W sprawach z zakresu ubezpieczeń społecznych, w których wniesiono odwołanie od decyzji organu emerytalnego określonego przez ministra właściwego do spraw wewnętrznych, wojskowego organu emerytalnego albo organu emerytalnego właściwego w stosunku do funkcjonariuszy Służby Więziennej, właściwy jest sąd, w którego obszarze właściwości ma siedzibę ten organ.
Sąd właściwy może na zgodny wniosek stron przekazać sprawę do rozpoznania innemu sądowi równorzędnemu, rozpoznającemu sprawy z zakresu prawa pracy lub ubezpieczeń społecznych, jeżeli przemawiają za tym względy celowości.
Odrzucenie pozwu nie może nastąpić z powodu niedopuszczalności drogi sądowej, gdy do rozpoznania sprawy jest inny organ. W tym wypadku sąd przekaże mu sprawę. Jeżeli jednak organ ten uprzednio uznał się za niewłaściwy, sąd rozpozna sprawę.
Pracownik lub ubezpieczony działający bez adwokata lub radcy prawnego może zgłosić w sądzie właściwym ustnie do protokołu powództwo oraz treść środków odwoławczych i innych pism procesowych.
Sąd uzna zawarcie ugody, cofnięcie pozwu, sprzeciwu lub środka odwoławczego oraz zrzeczenie się lub ograniczenie roszczenia za niedopuszczalne także w sytuacji, kiedy czynność ta naruszałaby słuszny interes pracownika lub ubezpieczonego.
Przewodniczący i sąd są obowiązani podejmować czynności tak, by termin posiedzenia, na którym sprawa ma zostać rozpoznana, przypadł nie później niż miesiąc od dnia zakończenia posiedzenia przygotowawczego, a jeżeli go nie przeprowadzono – nie później niż sześć miesięcy od dnia złożenia odpowiedzi na pozew. Jeżeli odpowiedź ta była dotknięta brakami, termin ten biegnie od dnia usunięcia tych braków, a jeżeli odpowiedzi nie złożono – od dnia upływu terminu do jej złożenia.
Sąd może wzywać strony, świadków, biegłych lub inne osoby w sposób, który uzna za najbardziej celowy, nawet z pominięciem sposobów przewidzianych przez przepisy ogólne, jeżeli uzna to za niezbędne do przyspieszenia rozpoznania sprawy. Dotyczy to również doręczeń oraz zarządzeń mających na celu przygotowanie rozprawy, zwłaszcza zaś żądania przedstawienia niezbędnych do rozstrzygnięcia akt osobowych i innych dokumentów. Wezwanie w taki sposób wywołuje skutki jak pozostałe wezwania przewidziane przez kodeks postępowania cywilnego, pod warunkiem, jeżeli niewątpliwie doszło do wiadomości adresata.

#### Postępowanie w sprawach z zakresu prawa pracy
Przez sprawy z zakresu prawa pracy rozumie się sprawy:
- o roszczenie ze stosunku pracy lub z nim związane,
- o ustalenie istnienia stosunku pracy, jeżeli łączy strony stosunek prawny, wbrew zawartej między nimi umowie, ma cechy stosunku pracy,
- o roszczenie z innych stosunków prawnych, do których z mocy odrębnych przepisów stosuje się przepisy prawa pracy,
- o odszkodowania dochodzone od pracodawcy na podstawie przepisów o świadczeniach z tytułu wypadków przy pracy i chorób zawodowych[362].

Jeżeli pracownik dokonał wyboru jednego z przysługujący mu alternatywnie roszczeń, a zgłoszone roszczenie okaże się nieuzasadnione, sąd może z urzędu uwzględnić inne roszczenie alternatywne.

#### Postępowanie w sprawach z zakresu ubezpieczeń społecznych
Przez sprawy z zakresu ubezpieczeń społecznych rozumie się sprawy, w których wniesiono odwołanie od decyzji organów rentowych, dotyczących:
- ubezpieczeń społecznych i ubezpieczenia rodzinnego,
- emerytur i rent,
- innych świadczeń w sprawach należących do właściwości Zakładu Ubezpieczeń Społecznych,
- świadczeń odszkodowawczych przysługujących w razie wypadku lub choroby pozostających w związku ze służbą wojskową albo służbą w Policji, Straży Granicznej, Straży Marszałkowskiej, Służbie Celno-Skarbowej, Państwowej Straży Pożarnej, Biurze Ochrony Rządu, Służbie Ochrony Państwa, Służbie Więziennej, Agencji Bezpieczeństwa Wewnętrznego, Agencji Wywiadu, Służbie Kontrwywiadu Wojskowego, Służbie Wywiadu Wojskowego oraz Centralnym Biurze Antykorupcyjnym,
- sprawy wszczęte na skutek niewydania przez organ rentowy decyzji we właściwym terminie,
- sprawy w których niesiono odwołanie od orzeczenia wojewódzkiego zespołu do spraw orzekania o stopniu niepełnosprawności,
- sprawy o roszczenia ze stosunków prawnych między członkami otwartych funduszy emerytalnych a tymi funduszami lub ich organami[364].

Do właściwości sądów okręgowych należą sprawy z zakresu ubezpieczeń społecznych, z wyjątkiem spraw, dla których zastrzeżona jest właściwość sądów rejonowych. Do właściwości sądów rejonowych należą sprawy:
- o zasiłek chorobowy, wyrównawczy, opiekuńczy, macierzyński, porodowy, pogrzebowy, rodzinny oraz o dodatki do zasiłku rodzinnego,
- o świadczenie rehabilitacyjne,
- o odszkodowanie z tytułu wypadku przy pracy rolniczej, wypadku w drodze do pracy lub z pracy, wypadku przy pracy lub choroby zawodowej, wypadku lub choroby zawodowej pozostającej w związku z czynną służbą wojskową albo służbą w Policji, Agencji Bezpieczeństwa Wewnętrznego, Agencji Wywiadu, Służbie Kontrwywiadu Wojskowego, Służbie Wywiadu Wojskowego, Centralnym Biurze Antykorupcyjnym, Straży Granicznej, Straży Marszałkowskiej, Biurze Ochrony Rządu, Służbie Ochrony Państwa, Służbie Więziennej, Państwowej Straży Pożarnej i Służbie Celno-Skarbowej,
- o ustalenie niepełnosprawności lub stopnia niepełnosprawności[365].

Stronami są ubezpieczony, inna osoba, której praw i obowiązków dotyczy zaskarżona decyzja, organ rentowy i zainteresowany. Zainteresowany jest ten, czyje prawa lub obowiązki zależą od rozstrzygnięcia sprawy. Zainteresowanym jest ten, czyje prawa lub obowiązki zależą od rozstrzygnięcia sprawy. Jeżeli zainteresowany nie bierze udziału w sprawie, sąd zawiadomi go o toczącym się postępowaniu. Zainteresowany może przystąpić do sprawy w ciągu dwóch tygodni od dnia doręczenia zawiadomienia.
Nie jest dopuszczalne zawarcie ugody, ani poddanie sporu pod rozstrzygnięcie sądu polubownego.

### Postępowanie nakazowe
Nakaz zapłaty w postępowaniu nakazowym wydaje się na wniosek powoda zgłoszony w pozwie.
Sąd wydaje nakaz zapłaty, jeżeli powód dochodzi roszczenia pieniężnego lub świadczenia innych rzeczy zamiennych, a okoliczności uzasadniające dochodzone żądanie są udowodnione dołączonym do pozwu:
- dokumentem urzędowym,
- zaakceptowanym przez dłużnika rachunkiem,
- wezwaniem dłużnika do zapłaty i pisemnym oświadczeniem dłużnika o uznaniu długu[369]

Nakaz zapłaty wydawany jest także:
- przeciwko zobowiązanemu z weksla albo czeku, których prawdziwość i treść nie budzi wątpliwości,
- na podstawie dołączonej do pozwu umowy, dowodu spełnienia wzajemnego świadczenia niepieniężnego oraz dowodu doręczenia dłużnikowi faktury lub rachunku, jeżeli powód dochodzi należności zapłaty świadczenia pieniężnego lub odsetek w transakcjach handlowych określonych w ustawie z dnia 8 marca 2013 r. o przeciwdziałaniu nadmiernym opóźnieniom w transakcjach handlowych (Dz.U. z 2023 r. poz. 1790)[370][369].

W sytuacji, gdy nakaz zapłaty został wydany na podstawie dołączonej do pozwu umowy, dowodu spełnienia wzajemnego świadczenia niepieniężnego oraz dowodu doręczenia dłużnikowi faktury lub rachunku, jeżeli powód dochodzi należności zapłaty świadczenia pieniężnego lub odsetek w transakcjach handlowych określonych w ustawie z dnia 12 czerwca 2003 o przeciwdziałaniu nadmiernym opóźnieniom w transakcjach handlowych, przewodniczący i sąd są obowiązani podejmować czynności tak, by pierwsze posiedzenie wyznaczone w celu wydania nakazu zapłaty, rozpoznania sprawy lub nadania jej innego biegu odbyło się nie później niż dwa miesiące od dnia wniesienia pozwu, a jeżeli pozew był dotknięty brakami – od dnia ich usunięcia.
W nakazie zapłaty sąd nakazuje pozwanemu, by w terminie oznaczonym w nakazie zaspokoił roszczenie w całości wraz z kosztami albo wniósł środek zaskarżenia (zarzuty). Nakaz zapłaty, od którego nie wniesiono środka zaskarżenia, ma skutki prawomocnego wyroku. Termin ten wynosi:
- miesiąc od dnia doręczenia nakazu, gdy doręczenie nakazu pozwanemu ma mieć miejsce na terytorium Unii Europejskiej
- trzy miesiące od dnia doręczenia nakazu, w przypadku gdy doręczenie nakazu ma mieć miejsce poza terytorium Unii Europejskiej.

Nakaz zapłaty chwilą wydania stanowi tytuł zabezpieczenia, wykonalny bez nadawania mu klauzuli wykonalności. Kwota zasądzona nakazem wraz z wymagalnymi odsetkami stanowi sumę, której złożenie przez dłużnika do depozytu sądowego wystarczy do zabezpieczenia. Jeżeli nakaz zobowiązuje do wydania rzecz zamiennych, do zabezpieczenia wystarczy złożenie sumy równej wartości przedmiotu sporu. Powód wnosząc o dokonanie zabezpieczenia jest obowiązany wskazać sposób zabezpieczenia. Sąd na wniosek pozwanego może ograniczyć zabezpieczenie według swego uznania. Nakaz zapłaty wydany na podstawie weksla lub czeku staje się natychmiast wykonalny po upływie terminu do zaspokojenia roszczenia. W razie wniesienia zarzutów sąd może na wniosek pozwanego wstrzymać wykonanie nakazu.
Sąd odrzuca zarzuty wniesione po upływie terminu, nieopłacone lub z innych przyczyn niedopuszczalne oraz zarzuty, których braków pozwany nie usunął w terminie.
Po utracie mocy lub uchyleniu nakazu zapłaty albo w przypadku braku podstaw do jego wydania sąd rozpoznaje sprawę według przepisów ogólnych lub w postępowaniu odrębnym właściwym dla danej sprawy, chyba że przepis szczególny przewiduje inny skutek, w szczególności umorzenie postępowania.
W przypadku cofnięcia zarzutów sąd stwierdza postanowieniem, że nakaz zapłaty pozostaje w mocy i orzeka o kosztach jak przy cofnięciu pozwu.

### Postępowanie upominawcze
Postępowanie upominawcze należy do właściwości sądów rejonowych i okręgowych. Sąd rozpoznaje sprawy na posiedzeniu niejawnym. Czynności w sprawie, z wyłączeniem prowadzenia rozprawy i wydania wyroku, może wykonywać referendarz sądowy. Nakaz zapłaty wydaje się, jeżeli powód dochodzi roszczenia pieniężnego, a w innych sprawach, jeżeli przepis szczególny tak stanowi. W razie braku podstaw do wydania nakazu zapłaty przewodniczący wyznacza rozprawę, chyba że sprawa może być rozpoznana na posiedzeniu niejawnym.
Nakaz zapłaty nie może być wydany, jeżeli według treści pozwu:
- roszczenie jest oczywiście bezzasadne,
- twierdzenia co do faktów budzą wątpliwości,
- zaspokojenie roszczenia zależy od świadczenia wzajemnego[382].

W nakazie zapłaty nakazuje się pozwanemu, żeby w terminie oznaczonym w nakazie zaspokoił roszczenie w całości wraz z kosztami albo w tym terminie wniósł sprzeciw do sądu. Termin ten wynosi:
- dwa tygodnie od dnia doręczenia nakazu, gdy doręczenie nakazu pozwanemu ma mieć miejsce w kraju
- miesiąc od dnia doręczenia nakazu, gdy doręczenie nakazu pozwanemu ma mieć miejsce poza granicami kraju na terytorium Unii Europejskiej
- trzy miesiące od dnia doręczenia nakazu, w przypadku gdy doręczenie nakazu ma mieć miejsce poza terytorium Unii Europejskiej.

Pozwanemu doręcza się nakaz zapłaty wraz z pozwem i pouczeniem o sposobie wniesienia sprzeciwu oraz o skutkach niezaskarżenia nakazu.
Jeżeli po wydaniu nakazu zapłaty okaże się, że pozwany w chwili wniesienia pozwu nie miał zdolności sądowej, zdolności procesowej albo organu powołanego do jego reprezentowania, a braki te nie zostały usunięte w wyznaczonym terminie zgodnie z przepisami kodeksu, sąd z urzędu uchyla nakaz zapłaty i wydaje odpowiednie postanowienie.
Pismo zawierające sprzeciw wnosi się do sądu, który wydał nakaz zapłaty, a w przypadku nakazu wydanego przez referendarza sądowego – do sądu, przed którym wytoczono powództwo. W piśmie zawierającym środek zaskarżenia od nakazu zapłaty pozwany powinien wskazać, czy zaskarża nakaz w całości czy w części oraz przedstawić zarzuty, które pod rygorem ich utraty należy zgłosić przed wdaniem się w spór co do istoty sprawy.
Sąd odrzuca środek zaskarżenia niedopuszczalny, spóźniony, nieopłacony lub dotknięty brakami, których nie usunięto pomimo wezwania. Nakaz zapłaty, przeciwko któremu w całości lub w części nie wniesiono skutecznie sprzeciwu, ma skutki prawomocnego wyroku.
Nakaz zapłaty traci moc w części zaskarżonej sprzeciwem. Sprzeciw jednego tylko ze współpozwanych o to samo roszczenie oraz co do jednego lub niektórych uwzględnionych roszczeń powoduje utratę mocy nakazu jedynie co do nich.

### Postępowanie uproszczone
W postępowaniu uproszczonym sąd rejonowy rozpoznaje sprawy o świadczenie, jeżeli wartość przedmiotu sporu nie przekracza dwudziestu tysięcy złotych, a w sprawach o roszczenia z rękojmi lub gwarancji – jeżeli wartość przedmiotu umowy nie przekracza tej kwoty. Nie rozpoznaje się w postępowaniu uproszczonych spraw małżeńskich, ze stosunków między rodzicami i dziećmi, z zakresu prawa pracy i ubezpieczeń społecznych (z wyjątkami).
Jednym pozwem można dochodzić tylko jednego roszczenia. Połączenie kilku roszczeń w jednym pozwie jest dopuszczalne tylko wtedy, gdy wynikają z tego samego stosunku prawnego lub kilku stosunków prawnych tego samego rodzaju. W przypadku niedopuszczalnego połączenia w jednym pozwie kilku roszczeń przewodniczący zarządza zwrot pozwu bez wezwania do usunięcia tego braku. Jeżeli w terminie tygodnia od dnia doręczenia zarządzenia o zwrocie powód cofnie pozew w zakresie żądań niepodlegających łączeniu, pozew w pozostałej części wywołuje skutek od daty jego pierwotnego wniesienia. Jeżeli powód dochodzi części roszczenia, sprawa podlega rozpoznaniu w postępowaniu uproszczonym, jeżeli postępowanie to byłoby właściwe dla całego roszczenia wynikającego z faktów przytoczonych przez powoda. W przeciwnym wypadku sprawa rozpoznawana jest z pominięciem przepisów o postępowaniu uproszczonym.
Zmiana powództwa jest niedopuszczalna (nie stosuje się tutaj m.in. przepisów o interwencji głównej i ubocznej). Za to powództwo wzajemne i potrącenia są dopuszczalne, jeżeli roszczenia nadają się do rozpoznania w postępowaniu uproszczonym.
Ilekroć ustalenie zasadności lub wysokości świadczenia powinno nastąpić przy zastosowaniu wiadomości specjalnych, od uznania sądu zależy powzięcie samodzielnej oceny opartej na rozważeniu wszystkich okoliczności sprawy albo zasięgnięcie opinii biegłego. Opinii biegłego nie zasięga się, jeżeli jej przewidywany koszt miałby przekroczyć wartość przedmiotu sporu, chyba że uzasadniają to wyjątkowe okoliczności.
Apelację można oprzeć na zarzutach:
- naruszenia prawa materialnego przez błędną jego wykładnię lub niewłaściwe zastosowanie,
- naruszenie przepisów postępowania, jeżeli mogło ono mieć wpływ na wynik sprawy.

Po upływie terminu do wniesienia apelacji przytaczanie dalszych zarzutów jest niedopuszczalne.
Sąd rozpoznaje apelację w składzie jednego sędziego. Jeżeli sąd drugiej instancji stwierdzi, że zachodzi naruszenie prawa materialnego, a zgromadzone dowody nie dają wystarczających podstaw do zmiany wyroku, uchyla zaskarżony wyrok i przekazuje sprawę do ponownego rozpoznania. Uchylając zaskarżony wyrok sąd drugiej instancji może przekazać sprawę do rozpoznania z wyłączeniem przepisów o postępowaniu uproszczonym także, gdy sprawa według innych przepisów podlega rozpoznaniu w tym postępowaniu. Sąd drugiej instancji oddala apelację również wtedy, gdy mimo naruszenia prawa materialnego lub błędnego uzasadnienia zaskarżony wyrok odpowiada prawu.
Sąd drugiej instancji uzasadnia z urzędy jedynie wyrok uchylający zaskarżony wyrok i przekazujący sprawę sądowi pierwszej instancji do ponownego rozpoznania. Uzasadnienie wyroku sporządza się także na wniosek strony zgłoszony w terminie tygodniowym od dnia jego ogłoszenia lub doręczenia wyroku stronie, jeżeli nie był ogłoszony. To samo odnosi się w postępowaniu toczącym się na skutek zażalenia. Jeżeli sąd drugiej instancji nie przeprowadził postępowania dowodowego, uzasadnienie wyroku powinno zawierać jedynie wyjaśnienie podstawy prawnej wyroku z przytoczeniem przepisów prawa.

## Środki odwoławcze
Merytorycznie sprawę rozstrzygają wyrok i nakaz zapłaty. Środkami odwoławczymi od orzeczeń merytorycznych są apelacja i skarga kasacyjna. Prawomocne orzeczenie można obalić za pomocą skargi o wznowienie postępowania. Innymi środkami odwoławczymi są zarzuty i sprzeciw. Szczególnym środkami zaskarżenia są skarga o stwierdzenie niezgodności z prawem prawomocnego orzeczenia i skarga nadzwyczajna.

### Zażalenie
Zażalenie jest środkiem odwoławczym o charakterze co do zasady dewolutywnym oraz suspensywnym, ponieważ przenosi postępowanie do sądu wyższej instancji oraz wstrzymuje wykonalność zaskarżonego postanowienia. W wyniku zmian wprowadzonych w roku 2019 katalog postanowień zaskarżalnych zażaleniem rozpoznawanym przez sąd drugiej instancji uległ jednak znacznemu zawężeniu, a większość zażaleń rozpoznawana jest przez inny skład sądu pierwszej instancji, przez co pozbawione są one dewolutywnego charakteru.
Zażalenie do sądu drugiej instancji przysługuje na postanowienia sądu pierwszej instancji kończące postępowanie (np. w przedmiocie odrzucenia pozwu lub umorzenia postępowania) oraz na postanowienia sądu pierwszej instancji lub zarządzenia przewodniczącego, których przedmiotem jest:
- zwrot pisma wniesionego jako pozew, z którego nie wynika żądanie rozpoznania sprawy;
- zwrot pozwu;
- odmowa odrzucenia pozwu;
- przekazanie sprawy sądowi równorzędnemu lub niższemu albo podjęcie postępowania w innym trybie;
- zawieszenie postępowania i odmowa podjęcia zawieszonego postępowania;
- zwrot kosztów, określenie zasad ponoszenia przez strony kosztów procesu, zwrot opłaty lub obciążenie kosztami sądowymi – jeżeli strona nie składa środka zaskarżenia co do istoty sprawy[397].

Zażalenie do innego składu sądu pierwszej instancji przysługuje na postanowienia tego sądu, których przedmiotem jest:
- odmowa zwolnienia od kosztów sądowych lub cofnięcie takiego zwolnienia oraz odmowa ustanowienia adwokata lub radcy prawnego lub ich odwołanie;
- oddalenie opozycji przeciwko wstąpieniu interwenienta ubocznego oraz niedopuszczenie interwenienta do udziału w sprawie wskutek uwzględnienia opozycji;
- rygor natychmiastowej wykonalności;
- wstrzymanie wykonania prawomocnego orzeczenia do czasu rozstrzygnięcia skargi o wznowienie postępowania;
- stwierdzenie prawomocności orzeczenia;
- skazanie świadka, biegłego, strony, jej pełnomocnika oraz osoby trzeciej na grzywnę, zarządzenie przymusowego sprowadzenia i aresztowania świadka oraz odmowa zwolnienia świadka i biegłego od grzywny i świadka od przymusowego sprowadzenia;
- odmowa uzasadnienia orzeczenia oraz jego doręczenia;
- sprostowanie lub wykładnia orzeczenia albo ich odmowa;
- zwrot zaliczki, zwrot kosztów nieopłaconej pomocy prawnej udzielonej z urzędu oraz wynagrodzenie biegłego, mediatora i należności świadka, a także koszty przyznane w nakazie zapłaty, jeżeli nie wniesiono środka zaskarżenia od nakazu;
- oddalenie wniosku o wyłączenie sędziego;
- zatwierdzenie ugody zawartej przed mediatorem;
- odrzucenie zażalenia;
- odrzucenie skargi na orzeczenie referendarza sądowego;
- zatwierdzenie ugody w sprawie odwołania do sądu ochrony konkurencji i konsumentów;
- wstrzymanie wykonania decyzji, w przypadku zawieszenia postępowania, na zgodny wniosek stron zamierzających zawrzeć ugodę w sprawie odwołania do sądu ochrony konkurencji i konsumentów[398].

Jeżeli jednocześnie zaskarżono postanowienie wymienione w obydwu powyższych katalogach zażalenie rozpoznaje sąd drugiej instancji.
Zażalenie do innego składu sądu drugiej instancji przysługuje na postanowienia tego sądu, których przedmiotem jest:
- odrzucenie apelacji[400];
- odmowa ustanowienia adwokata lub radcy prawnego lub ich odwołanie,
- oddalenie wniosku o wyłączenie sędziego,
- zwrot kosztów procesu, o ile nie wniesiono skargi kasacyjnej,
- zwrot kosztów nieopłaconej pomocy prawnej udzielonej z urzędu,
- skazanie świadka, biegłego, strony, jej pełnomocnika oraz osoby trzeciej na grzywnę,
- zarządzenie przymusowego sprowadzenia i aresztowania świadka,
- odmowa zwolnienia świadka i biegłego od grzywny i świadka od przymusowego sprowadzenia.

Zażalenie nie przysługuje jednak od postanowień sądu drugiej instancji wydanych w wyniku rozpoznania zażalenia na postanowienie sądu pierwszej instancji.
Zażalenie do Sądu Najwyższego przysługuje na postanowienie sądu drugiej instancji odrzucające skargę kasacyjną oraz skargę o stwierdzenie niezgodności z prawem prawomocnego orzeczenia, a także w razie uchylenia przez sąd drugiej instancji wyroku sądu pierwszej instancji i przekazania sprawy do ponownego rozpoznania.
Termin do wniesienia zażalenia wynosi tydzień i jest liczony od doręczenia postanowienia z uzasadnieniem.Jeżeli przy wydaniu postanowienia sąd odstąpił od jego uzasadnienia, termin liczy się od dnia ogłoszenia postanowienia, a jeżeli podlegało ono doręczeniu – od dnia jego doręczenia.
Zażalenie powinno czynić zadość wymaganiom przepisanym dla pisma procesowego oraz zawierać wskazanie zaskarżonego postanowienia i wniosek o jego zmianę lub uchylenie, zwięzłe uzasadnienie zażalenia ze wskazaniem w miarę potrzeby nowych faktów i dowodów.
Akta sprawy wraz zażaleniem sąd pierwszej instancji przedstawia niezwłocznie sądowi drugiej instancji, który doręcza odpisy zażalenia, jeżeli jest to wymagane. Odpowiedź na zażalenie może być wniesiona wprost do sądu drugiej instancji w terminie tygodniowym od doręczenia zażalenia, a w przypadkach gdy ustawa przewiduje doręczenie zaskarżonego postanowienia tylko jednej ze stron lub w przypadku zażalenia na postanowienie, którego przedmiotem jest skazanie świadka, biegłego, strony, jej pełnomocnika oraz osoby trzeciej na grzywnę, zarządzenie przymusowego sprowadzenia i aresztowania świadka oraz odmowa zwolnienia świadka i biegłego od grzywny i świadka od przymusowego sprowadzenia – od dnia wniesienia zażalenia.
Jeżeli zażalenia zarzuca nieważność postępowania lub jest oczywiście uzasadnione, sąd, który wydał zaskarżone postanowienie, może na posiedzeniu niejawnym, nie przesyłając akt sądowi drugiej instancji, uchylić zaskarżone postanowienie i w miarę potrzeby sprawę rozpoznać na nowo. Od ponownie wydanego postanowienia przysługują środki odwoławcze na zasadach ogólnych.
Sąd może wstrzymać wykonanie zaskarżonego postanowienia do czasu rozstrzygnięcia zażalenia.
Sąd drugiej instancji rozpoznaje zażalenie na posiedzeniu niejawnym w składzie trzech sędziów. W postępowaniu toczącym się na skutek zażalenia sąd drugiej instancji uzasadnia z urzędu postanowienie kończące to postępowanie, lecz w sprawach, w których zażalenie oddalono lub zmieniono zaskarżone postanowienie, pisemne uzasadnienie sporządza się tylko wówczas, gdy strona zgłosiła wniosek o doręczenie postanowienia z uzasadnieniem. Do postępowania toczącego się na skutek zażalenia stosuje się odpowiednio przepisy o postępowaniu apelacyjnym. Wyjątkiem od zasady rozpoznawania zażaleń na posiedzeniu niejawnym jest zażalenie na odmowę dokonania czynności notarialnej, które sąd okręgowy właściwy ze względu na siedzibę kancelarii rozpoznaje na rozprawie jako sąd drugiej instancji.
Przepisy o zażaleniu stosuje się odpowiednio do zażaleń na zarządzenia przewodniczącego.

### Apelacja
Od wyroku sądu pierwszej instancji przysługuje apelacja do sądu drugiej instancji. Apelację od wyroku sądu rejonowego rozpoznaje sąd okręgowy, a od wyroku sądu okręgowego jako pierwszej instancji – sąd apelacyjny. Rozpoznanie sprawy następuje w składzie trzech sędziów zawodowych. Na posiedzeniu niejawnym sąd orzeka w składzie jednego sędziego, z wyjątkiem wydania wyroku. Sąd może także zlecić przeprowadzenie dowodu sędziemu wyznaczonemu.
Apelacja powinna czynić zadość wymaganiom przewidzianym dla pisma procesowego, a ponadto zawierać:
- oznaczenie wyroku, od którego jest wniesiona, ze wskazaniem, czy jest on zaskarżony w całości czy w części,
- zwięzłe przedstawienie zarzutów,
- uzasadnienie zarzutów,
- powołanie, w razie potrzeby, nowych faktów i dowodów oraz wykazanie, że ich powołanie w postępowaniu przed sądem pierwszej instancji nie było możliwe albo że potrzeba powołania się na nie wynikła później,
- wniosek o zmianę lub o uchylenie wyroku z zaznaczeniem zakresu żądanej zmiany lub uchylenia.

W sprawach o prawa majątkowe należy oznaczyć wartość przedmiotu zaskarżenia. Wartość ta może być oznaczona na kwotę wyższą od wartości przedmiotu sporu wskazanej w pozwie jedynie wtedy, gdy powód rozszerzył powództwo lub sąd orzekł ponad żądanie.
Apelację wnosi się do sądu, który wydał zaskarżony wyrok, w terminie dwutygodniowym od doręczenia stronie skarżącej wyroku z uzasadnieniem. W przypadku przedłużenia terminu do sporządzenia pisemnego uzasadnienia wyroku termin do wniesienia apelacji wynosi trzy tygodnie. Termin uważa się za zachowany także wtedy, gdy przed jego upływem strona wniosła apelację bezpośrednio do sądu drugiej instancji. W takim przypadku sąd ten zawiadamia sąd pierwszej instancji o wniesieniu apelacji oraz żąda przedstawienia akt sprawy.
Po wniesieniu apelacji sąd pierwszej instancji niezłocznie przedstawia akta sprawy sądowi drugiej instancji. Sąd drugiej instancji odrzuca apelację spóźnioną, nieopłaconą lub z innych przyczyn niedopuszczalną, jak również apelację, której braków strona nie usunęła w wyznaczonym terminie. Jeżeli apelacja spełnia wymogi formalne przewodniczący zarządza doręczenie odpisów apelacji pozostałym stronom, które mogą wnieść odpowiedź na apelację w terminie dwóch tygodni od dnia doręczenia odpisu apelacji.
Sąd drugiej instancji może rozpoznać sprawę na posiedzeniu niejawnym, jeżeli przeprowadzenie rozprawy nie jest konieczne. Rozpoznanie sprawy na posiedzeniu niejawnym jest niedopuszczalne, jeżeli strona w apelacji lub odpowiedzi na apelację złożyła wniosek o przeprowadzenie rozprawy, chyba że cofnięto pozew lub apelację albo zachodzi nieważność postępowania. Poza tymi wyjątkami sąd wyznacza rozprawę. Rozprawa przed sądem drugiej instancji odbywa się bez względu na niestawiennictwo jednej lub obu stron, a wydany wyrok nigdy nie jest zaoczny.
Sąd drugiej instancji rozpoznaje sprawę w granicach apelacji; w granicach zaskarżenie bierze jednak z urzędu pod uwagę nieważność postępowania (elementy przedmiotowe apelacji). W granicach zaskarżenia sąd drugiej instancji może z urzędu rozpoznać sprawę także na rzecz współuczestników, którzy wyroku nie zaskarżyli, gdy będące przedmiotem zaskarżenia prawa lub obowiązki są dla nich wspólne. Współuczestników tych należy zawiadomić o rozprawie; mogą oni składać pisma przygotowawcze (elementy podmiotowe apelacji).
Nieważność postępowania zachodzi:
- jeżeli droga sądowa była niedopuszczalna,
- jeżeli strona nie miała zdolności sądowej lub procesowej, organu powołanego do jej reprezentowania lub przedstawiciela ustawowego, albo gdy pełnomocnik strony nie był należycie umocowany,
- jeżeli o to samo roszczenie między tymi samymi stronami toczy się sprawa wcześniej wszczęta albo jeżeli sprawa taka została już prawomocnie osądzona,
- jeżeli skład sądu orzekającego był sprzeczny z przepisami prawa albo jeżeli w rozpoznaniu sprawy brał udział sędzia wyłączony z mocy ustawy,
- jeżeli strona została pozbawiona możności obrony swych praw,
- jeżeli sąd rejonowy orzekł w sprawie, w której sąd okręgowy jest właściwy bez względu na wartość przedmiotu sporu[421].

Sąd drugiej instancji, na wniosek strony, rozpoznaje również te postanowienia sądu pierwszej instancji, które nie podlegają zaskarżeniu w drodze zażalenia, a miały wpływ na rozstrzygnięcie sprawy.
Sąd drugiej instancji może pominąć nowe fakty i dowody, jeżeli strona mogła je powołać w postępowaniu przed sądem pierwszej instancji, chyba że potrzeba powołania na nie wynikła później.
Sąd drugiej instancji orzeka na podstawie materiału zebranego w pierwszej instancji oraz w postępowaniu apelacyjnym i może pominąć nowe fakty i dowody, jeżeli strona mogła je powołać w postępowaniu przed sądem pierwszej instancji, chyba że potrzeba powołania się na nie wynikła później.
W postępowaniu apelacyjnym nie można rozszerzyć żądania pozwu ani występować z nowymi roszczeniami. Jednakże w razie zmiany okoliczności można żądać zamiast pierwotnego przedmiotu sporu jego wartości lub innego przedmiotu, a w sprawach o świadczenie powtarzające się nadto rozszerzyć żądanie pozwu o świadczenie za dalsze okresy. Sąd nie może uchylić lub zmienić wyroku na niekorzyść strony wnoszącej apelację, chyba że strona przeciwna również wniosła apelację. Sąd drugiej instancji oddala apelację, jeżeli jest ona bezzasadna.
W wyniku rozpoznania apelacji sąd drugiej instancji może:
- oddalić ją, jeżeli jest ona bezzasadna[426]
- uwzględnić apelację i zmienić zaskarżony wyrok i orzec co do istoty sprawy lub uchylić zaskarżony wyrok i przekazać sprawę do ponownego rozpoznania, lecz tylko w razie nierozpoznania przez sąd pierwszej instancji istoty sprawy albo gdy wydanie wyroku wymaga przeprowadzenia postępowania dowodowego w całości;
- uchylić zaskarżony wyrok znosi postępowanie w zakresie dotkniętym nieważnością i przekazuje sprawę sądowi pierwszej instancji do ponownego rozpoznania w razie stwierdzenia nieważności;
- uchylić zaskarżony wyrok i odrzucić pozew;
- uchylić zaskarżony wyrok i umorzyć postępowanie

W wypadku uchylenia wyroku i przekazania sprawy do ponownego rozpoznania, sąd rozpoznaje ją w tym samym składzie, chyba że nie jest to możliwe lub powodowałoby nadmierną zwłokę w postępowaniu. Ocena prawna i wskazanie co do dalszego postępowania wyrażone w uzasadnieniu wyroku sądu drugiej instancji wiążą zarówno sąd, któremu sprawa została przekazana, jak i sąd drugiej instancji, przy ponownym rozpoznaniu sprawy. Nie dotyczy to jednak wypadku, gdy nastąpiła zmiana stanu prawnego.
Sąd drugiej instancji uzasadnia z urzędu wyrok oraz postanowienie kończące postępowanie w sprawie. W sprawach, w których apelację oddalono lub zmieniono zaskarżony wyrok, uzasadnienie sporządza się tylko wówczas, gdy strona zażądała doręczenia jej wyroku z uzasadnieniem. Sporządzenie uzasadnienia pisemnego lub transkrypcji wygłoszonego uzasadnienia powinno nastąpić w terminie dwóch tygodni od dnia ogłoszenia sentencji orzeczenia. Jeżeli ogłoszenia nie było, termin ten liczy się od dnia wydania orzeczenia, a jeżeli orzeczenie podlegało uzasadnieniu wyłącznie na wniosek termin liczy się od dnia zgłoszenia wniosku. Orzeczenie z uzasadnieniem doręcza się tej stronie, która w terminie tygodniowym od ogłoszenia sentencji zażądała doręczenia. Jeżeli ogłoszenia nie było, orzeczenie z uzasadnieniem doręcza się stronom z urzędu w terminie tygodnia od dnia sporządzenia uzasadnienia. Jeżeli uzasadnienie nie zostało sporządzone, a w sprawie została wniesiona skarga kasacyjna lub skarga o stwierdzenie niezgodności z prawem prawomocnego orzeczenia, sąd drugiej instancji sporządza uzasadnienie zaskarżonego orzeczenia w terminie dwóch tygodni od dnia wniesienia skargi.
W razie wniesienia skargi kasacyjnej, gdyby na skutek wykonania orzeczenia stronie mogła być wyrządzona niepowetowana szkoda, sąd drugiej instancji może wstrzymać wykonanie zaskarżonego orzeczenia do czasu ukończenia postępowania kasacyjnego lub uzależnić wykonanie tego orzeczenia – a w razie oddalenia apelacji także orzeczenia sądu pierwszej instancji – od złożenia przez powoda stosownego zabezpieczenia. Tak samo wygląda sprawa w przypadku wstrzymania skuteczności zaskarżonego orzeczenia niepodlegającego wykonaniu. Zabezpieczenie może polegać również na wstrzymaniu wydania powodowi sum pieniężnych po ich wyegzekwowaniu od pozwanego lub wstrzymaniu sprzedaży. Do czasu upływu terminu do wniesienia skargi kasacyjnej wstrzymuje się z urzędu sprzedaż nieruchomości.
Po bezskutecznym upływie terminu do zaskarżenia wydanego wyroku sąd drugiej instancji zwraca akta sądowi pierwszej instancji. Jeżeli przy rozpoznawaniu apelacji powstanie zagadnienie prawne budzące poważne wątpliwości, sąd może przedstawić to zagadnięcie do rozstrzygnięcia Sądowi Najwyższemu, odraczając rozpoznanie sprawy. Sąd Najwyższy władny jest przyjąć sprawę do rozpoznania albo przekazać zagadnienie do rozstrzygnięcia powiększonemu składowi tego Sądu. Uchwała Sądu Najwyższego rozstrzygająca zagadnienie prawne wiąże w danej sprawie.
W postępowaniu przed sądem drugiej instancji sąd nie dokonuje zawezwania pozwanego (ma to miejsce przed sądem pierwszej instancji, jeżeli powództwo zostało wniesione nie przeciwko tej osobie, która powinna być stroną w sprawie).
W razie cofnięcia apelacji sąd drugiej instancji umarza postępowanie i orzeka o kosztach postępowania jak przy cofnięciu pozwu. Jeżeli cofnięcie nastąpiło w postępowaniu przed sądem pierwszej instancji czynności te wykonywane są również przez sąd pierwszej instancji.

#### Apelacja od wyroku stwierdzającego oczywistą bezzasadność powództwa
W przypadku wniesienia apelacji od wyroku stwierdzającego oczywistą bezzasadność powództwa wydanego na podstawie art. 1911 kpc sąd może pominąć czynności, które ustawa nakazuje podjąć na skutek wniesienia apelacji, w szczególności nie wzywać powoda do usunięcia jej braków ani uiszczenia opłaty. Sąd drugiej instancji może także rozpoznać apelację na posiedzeniu niejawnym, nie doręczając apelacji osobie wskazanej jako pozwany ani nie rozpoznając wniosków złożonych wraz z tą apelacją. W przypadku wątpliwości apelację uważa się za wniesioną co do całości wyroku z wnioskiem o jego uchylenie i przekazanie sprawy do ponownego rozpoznania.
W przypadku stwierdzenia, że powództwo nie jest oczywiście bezzasadne, sąd drugiej instancji uchyla zaskarżony wyrok i przekazuje sprawę sądowi pierwszej instancji do ponownego rozpoznania. W pozostałych przypadkach sąd drugiej instancji oddala apelację. Zażalenie do Sądu Najwyższego na uchylenie wyroku oraz przekazanie sprawy do ponownego rozpoznania nie przysługuje.
Uzasadnienie wyroku oddalającego apelację sąd drugiej instancji może ograniczyć do odwołania się do ustaleń i wyjaśnienia podstawy prawnej wyroku zawartych w uzasadnieniu wyroku sądu pierwszej instancji. Wyrok z pisemnym uzasadnieniem, o ile je sporządzono, i wymaganymi przez ustawę pouczeniami z urzędu doręcza się tylko powodowi.

### Skarga kasacyjna
Od wydanego przez sąd drugiej instancji prawomocnego wyroku lub postanowienia w przedmiocie odrzucenia pozwu albo umorzenia postępowania kończących postępowanie w sprawie stron Prokurator Generalny, Rzecznik Praw Obywatelskich lub Rzecznik Praw Dziecka mogą wnieść skargę kasacyjną do Sądu Najwyższego, chyba że przepis szczególny stanowi inaczej. Wniesienia skargi kasacyjnej przez stronę wyłącza – w zaskarżonym zakresie – wniesienia skargi kasacyjnej przez Prokuratora Generalnego, Rzecznika Praw Obywatelskich lub Rzecznika Praw Dziecka.
Skarga kasacyjna jest niedopuszczalna:
- w sprawach o prawa majątkowe, w których wartość przedmiotu zaskarżenia jest niższa niż 50 tysięcy złotych,
- w sprawach gospodarczych – niższa niż 75 tysięcy złotych,
- w sprawach z zakresu prawa pracy i ubezpieczeń społecznych – niższa niż 10 tysięcy złotych, jednak w sprawach z zakresu ubezpieczeń społecznych skarga kasacyjna przysługuje niezależnie od wartości przedmiotu zaskarżenia w sprawach o przyznanie i o wstrzymanie emerytury lub renty oraz o objęcie obowiązkiem ubezpieczenia społecznego,
- w sprawach o rozwód, o separację, o alimenty, o czynsz najmu lub dzierżawy oraz o naruszenie posiadania,
- w sprawach dotyczących kar porządkowych, świadectwa pracy i roszczeń z tym związanych oraz o deputaty lub ich ekwiwalent,
- w sprawach rozpoznanych w postępowaniu uproszczonym,
- od wyroku ustalającego nieistnienie małżeństwa, jeśli choćby jedna ze stron po uprawomocnieniu się wyroku zawarła związek małżeński[438].

Skarga kasacyjna może być oparta na takich podstawach jak:
- naruszenie prawa materialnego przez błędną jego wykładnię lub niewłaściwe zastosowanie,
- naruszeniu przepisów postępowania, jeżeli uchybienie to mogło mieć istotny wpływ na wynik sprawy.

Prokurator Generalny może oprzeć skargę kasacyjną na powyższych podstawach, jeżeli przez wydanie orzeczenia doszło do naruszenia podstawowych zasad porządku prawnego, Rzecznik Praw Obywatelskich – jeżeli przez wydanie orzeczenia doszło do naruszenia konstytucyjnych wolności albo praw człowieka i obywatela, a Rzecznik Praw Dziecka – jeżeli przez wydanie orzeczenia doszło do naruszenia praw dziecka.
Podstawą skargi kasacyjnej nie mogą być zarzuty dotyczące ustalenia faktów lub oceny dowodów.
W postępowaniu nieprocesowym można wnieść skargę kasacyjną m.in. w sprawach z zakresu prawa osobowego, rzeczowego i spadkowego, a także w sprawach o przysposobienie i podział majątku wspólnego, o ile wartość przedmiotu zaskarżenia wynosi przynajmniej 150 000 złotych. Nie można złożyć skargi m.in. w sprawach o przepadek rzeczy czy likwidację niepodjętego depozytu. Od 2018 r. skarga kasacyjna jest dopuszczalna w sprawach o wydanie dziecka na podstawie Konwencji haskiej dotyczącej cywilnych aspektów uprowadzenia dziecka za granicę.